# Lionel Messi
Lionel Andrés Messi Cuccittini (Rosario, 1987. június 24. –) világbajnok argentin válogatott labdarúgó, 2023 júliusától az Inter Miami játékosa. Messi generációjának egyik kiemelkedő játékosa, aki fiatalon lehetett az Aranylabda- és FIFA az év játékosa szavazás jelöltje, 22 éves korára pedig mindkét díjat elnyerte. Rendelkezik spanyol állampolgársággal, ezért európai játékosnak is számít. 2009 és 2023 között nyolcszor is megkapta az Aranylabdát (2010-től 2016-ig FIFA Aranylabda), amellyel ő lett az első nyolcszoros győztes. Ezzel ő és Cristiano Ronaldo azok a játékosok, akik valaha háromnál többször vihették el a díjat. Játékstílusa és képességei alapján sokszor hasonlítják Diego Maradonához, a legendás argentin játékoshoz, aki maga is utódjának nevezte.
Fiatalon kezdett futballozni, a benne rejlő lehetőséget pedig korán felismerte az FC Barcelona. 2000-ben hagyta el szülővárosa csapatát, a Newell’s Old Boyst, és Európába költözött családjával, miután a Barcelona felajánlotta, hogy finanszírozza növekedésihormon-hiányának kezelését. 2004–05-ös bemutatkozó szezonjában ő lett a spanyol bajnokság történetének legfiatalabb játékosa és gólszerzője. Ebben a szezonban spanyol bajnok, egy évvel később bajnok és Bajnokok ligája-győztes lett. A 2006–07-es szezon jelentette számára a nagy áttörést: állandó kezdő lett Barcelonában, mesterhármast szerzett a Real Madrid ellen, és 14 góllal végzett a bajnokságban. Eddigi legsikeresebb szezonja a 2008–09-es volt, amelyben 38 góljával fontos szerepet játszott a Barcelona triplázásában. A 2009–10-es évadban szerzett 47 góljával ő is beállította az addig Ronaldo által tartott FC Barcelona-klubrekordot.
Hat góllal gólkirályi címet nyert a 2005-ös ifjúsági labdarúgó-világbajnokságon, ahol két döntőbeli góljával segítette Argentínát világbajnoki címhez. Röviddel ezután állandó tagja lett a felnőtt válogatottnak. 2006-ban minden idők legfiatalabb argentin világbajnoki résztvevője lett, majd 2007-ben ezüstérmet szerzett a Copa Americán. 2008-ban Pekingben olimpiai aranyérmet nyert, 2021-ben megnyerte Copa Américát. Utóbbi az első trófea, melyet az argentin válogatottal nyert. Messi az első játékos, aki a BL 1992 óta íródó történetében egy mérkőzésen öt gólt szerzett. Ezt a 2012. március 7-i Barcelona–Bayer Leverkusen mérkőzésen érte el.

## Gyermekkor
Lionel Andrés Messi Cuccittini 1987. június 24-én született az argentínai Rosarióban, Jorge Horacio Messi és Celia María Cuccittini gyermekeként. Apai ágon ősei az olaszországi Anconából származnak, ahonnan őse, Angelo Messi 1883-ban emigrált Argentínába. Két bátyja és egy húga van, Rodrigo, Matías, illetve María Sol. Ötévesen kezdett el futballozni egy helyi, Grandoli nevű csapatban, ahol apja volt az edző. 1995-ben Messi a szintén rosariói Newell’s Old Boyshoz igazolt. 11 éves korában növekedésihormon-hiányt diagnosztizáltak nála. Az argentin első osztályú River Plate érdeklődött iránta, de nem volt arra kapacitása, hogy finanszírozza a fiú gyógykezeltetésének havi 900 dolláros költségét. Ekkor szerzett Messiről tudomást Carles Rexach, a Barcelona akkori sportigazgatója, aki felajánlotta, hogy a spanyol klub fizeti a kezeléseket, amennyiben az argentin Európába szerződik. Messi a családjával együtt Európába költözött, és a Barcelona korosztályos csapataiban kezdett játszani. Két unokatestvére, Maxi és Emanuel Biancucchi is labdarúgó.

## Pályafutása

### Klubcsapatokban

#### Barcelona
Messi 2003. november 16-án, 16 évesen és 145 naposan szerepelt először a Barcelona első csapatában, a Porto elleni barátságos mérkőzésen. Egy éven belül, 2004. október 16-án pedig, 17 évesen és 114 naposan, Frank Rijkaard a bajnokságban is pályára küldte, így tétmérkőzésen is bemutatkozhatott. Ezzel pedig a Barcelona történetének harmadik legfiatalabb játékosa lett, aki pályára lépett az első csapat mezében. Továbbá a legfiatalabb, aki pályára lépett a bajnokságban. (Ezt a rekordot először Bojan Krkić döntötte meg 2007. szeptemberében, majd pedig 2019. augusztusában Ansu Fati) Első felnőtt csapatban szerzett gólját, 2005. május 1-jén, az Albacete elleni mérkőzésen szerezte, ezzel 17 éves, 10 hónapos és 7 naposan minden idők legfiatalabb barcelonai játékosa lett, aki gólt tudott szerezni a spanyol bajnokságban. Azóta ezt a rekordot is szintén Ansu Fati tartja. Később Messi hálásan nyilatkozott Frank Rijkaardról, korábbi edzőjéről: „Sosem felejtem el, hogy ő indított el a pályámon. Önbizalmat adott nekem, amikor még csak tizenhat-tizenhét éves voltam”.

##### 2005–06-os szezon
2005. szeptember 16-án a Barcelona három hónapon belül másodszor is bejelentette, hogy módosítja Messi szerződését; ez alkalommal az első csapat játékosaihoz igazították a fizetését, és 2014 júniusáig hosszabbították meg a kontraktusát. Messi szeptember 26-án megkapta a spanyol állampolgárságot, ezzel pályára léphetett második szezonjában is. A Bajnokok ligájában először szeptember 27-én, az olasz Udinese ellen léphetett pályára a Camp Nouban. A szurkolók állva tapsoltak a becserélésekor, ő pedig remek cseleivel és higgadt megoldásaival meg is hálálta ezt.
Messi 17 bajnoki mérkőzésén hat gólt szerzett, hat Bajnokok ligája fellépésén pedig egyet. Szezonja viszont idő előtt véget ért, ugyanis 2006. március 7-én combizomszakadást szenvedett a jobb lábában, a Chelsea elleni Bajnokok ligája negyeddöntő visszavágóján. A Frank Rijkaard edzette Barcelona bajnokként és BL-győztesként fejezte be a szezont.

##### 2006–07-es szezon

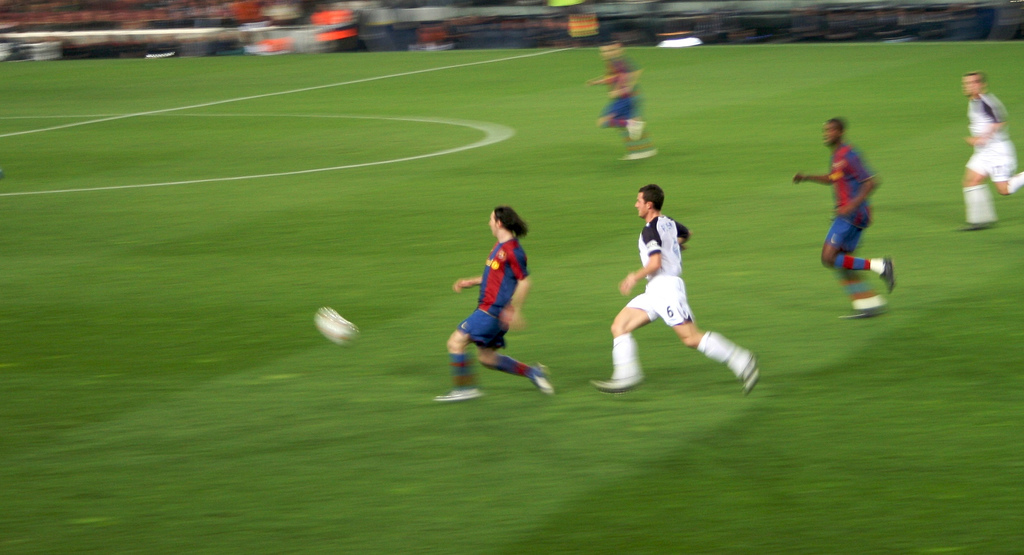
Messi egy Rangers elleni mérkőzésen, 2007-ben

A következő szezonban Messi stabil kezdővé vált, és 26 bajnoki meccsen 14 gólt szerzett. 2006. november 12-én, a Real Zaragoza ellen lábközépcsont-törést szenvedett a bal lábában, ami három hónapos kihagyásra kényszerítette. A sérüléséből Argentínában lábadozó játékos 2007. február 11-én tért vissza, csereként beállva a Racing Santander elleni meccs második félidejében. Március 11-én remek formában játszva mesterhármast rúgott az El Clásicón. Segítségével a tíz emberrel játszó Barcelona 3–3-as döntetlent ért el. Messi háromszor tudott egyenlíteni, harmadik gólját a hosszabbításban szerezve. Ezzel a teljesítménnyel ő lett az 1994–95-ös szezon óta az első játékos, aki három gólt tudott szerezni az El Clásicón. (Abban a szezonban a Real Madrid játékosa, Iván Zamorano volt képes erre a bravúrra.) Messi egyben a legfiatalabb olyan játékos lett, aki gólt tudott szerezni a Real Madrid–Barcelona rangadók valamelyikén. A szezon végéhez közeledve egyre gyakrabban volt eredményes: 14 bajnoki találatából 11-et az utolsó 13 meccsen ért el.

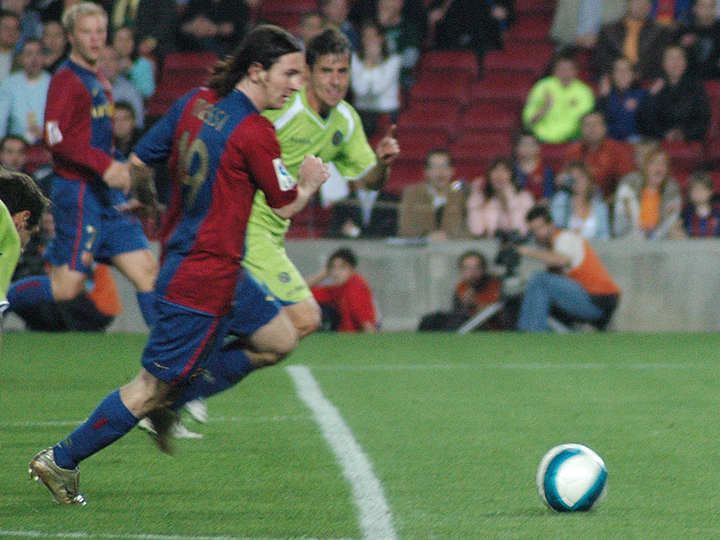
Messi egy Getafe elleni mérkőzésen

Messi azt is bebizonyította, hogy a Maradonához történő hasonlítgatások nem teljesen légből kapottak; egy szezon alatt szinte lemásolta nagy elődje két leghíresebb találatát. 2007. április 18-án két gólt szerzett a Getafe elleni Király kupa elődöntőn, amelyek közül az egyik nagyon hasonlított Maradona 1986-os, Anglia ellen szerzett szólógóljára. A világ sportsajtója Maradonához hasonlította Messit, a spanyol sajtó pedig „Messidoná”-nak nevezte. Körülbelül ugyanakkora távon (62 méter) cselezett ki ugyanannyi embert (a kapussal együtt hatot), mielőtt a kapuba gurított volna, nagyon hasonló helyről, mint Maradona 21 évvel korábban. A gólt is hasonlóan, a szögletzászló felé rohanva ünnepelte. A meccs utáni sajtótájékoztatón Deco, Messi akkori csapattársa a következőt mondta: „A legnagyobb gól volt, amelyet valaha láttam”. Az Espanyol ellen pedig, a hírhedt „Isten kezéhez” kísértetiesen hasonlító gólt szerzett. A labdáért ugorva, kézzel ütötte el azt a kapus, Carlos Kameni mellett. Az ellenfél játékosainak tiltakozása és a kezezést egyértelműen bizonyító videófelvételek ellenére a gólt megadták. Habár Messi remek formája megmaradt, a csapat nem teljesített jól. A Copa del Rey döntőjébe nem sikerült bejutni, miután Messi pihent a visszavágón, valamint szoros küzdelemben alulmaradtak a bajnokságban a Real Madriddal szemben.

##### 2007–08-as szezon
Ronaldinho formahanyatlásának köszönhetően, a még mindig csak 20 éves Messi lett a csapat új sztárjátékosa, aki a "Messiás" becenevet kapta a spanyol médiától. Remek teljesítményét a 2007-es Aranylabda szavazáson az újságírók is elismerték, Kaká és Cristiano Ronaldo mögött a harmadik helyen végzett, míg az év labdarúgója szavazáson második helyen végzett Kaká mögött, az edzők és a szövetségi kapitányok szavazatai alapján. Bár a 2007–2008-es szezon során 16 gólt szerzett, az idény második felében ismét sérülések sújtották, miután december 15-én combhajlító szakadást szenvedett. Két hónapos kihagyás után a Celtic ellen térhetett vissza a Bajnokok Ligája nyolcaddöntői során, ahol duplázni is tudott. Ekkor még hat góllal vezette is a góllövőlistát, de a 2008. március 4-i visszavágón újra megsérült, ahol Rijkaard az orvosi személyzet figyelmeztetése ellenére játszatta. A mérkőzés után, Carles Puyol a csapatkapitánya pedig a spanyol médiát bírálta, amiért nyomást helyeznek a csapatra, azzal hogy Messit minden meccsen a pályára követelik. A szezont végül trófeák nélkül fejezte be a Barcelona, a Bajnokok Ligája elődöntőjében a későbbi győztes, Manchester United búcsúztatta őket, míg a bajnokságban a harmadik helyet szerezte meg a csapat. Idény közben Messi a századik hivatalos meccsét is lejátszotta a Barcelona színeiben egy 2008. február 27-én rendezett Valencia elleni bajnoki mérkőzésen.
Két sikertelen szezon után a Barcelonának változásra volt szüksége, ami Rijkaard és Ronaldinho távozásához vezetett. Utóbbi távozása után Messi megkapta a 10-es számú mezt. 2008 júliusában egy új 7,8 millió eurós éves fizetésről szóló szerződést írt alá, ezzel a klub legjobban fizetett játékosa lett. Azonban az új idény előtt továbbra is komoly aggodalomra adtak okot a gyakori izomsérülései, amelyek miatt 2006 és 2008 között összesen nyolc hónapot hagyott ki. A probléma orvosolására a klub új edzés-, táplálkozási- és életmód-rendszert vezetett be, továbbá kinevezett Messi mellé egy személyes gyógytornászt, aki válogatott szerepléseikor is vele volt. Ennek eredményeként Messit a következő négy évben gyakorlatilag elkerülték a sérülések, így lehetővé téve neki, hogy teljesen kitudjon bontakozni a pályán. Az év eleji sérülései ellenére a 2008-as teljesítményének köszönhetően ismét jelölték az Aranylabda, valamint az év labdarúgója díjra, ahol mindkét esetben második helyezést ért el Cristiano Ronaldo mögött.

##### 2008–09-es szezon

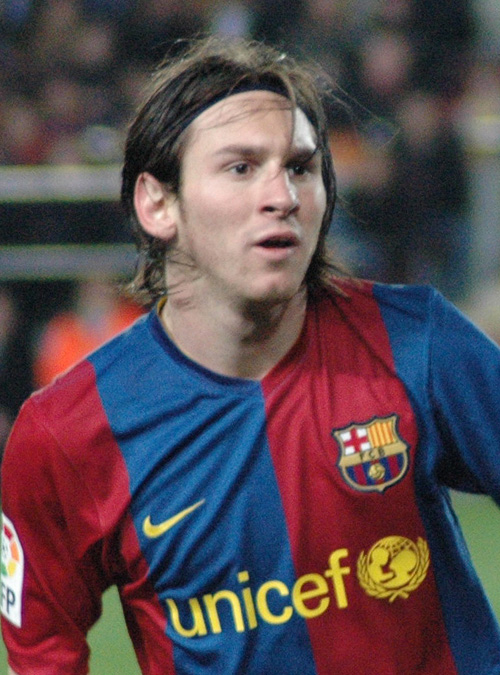
Messi egy Deportivo La Coruña elleni mérkőzésen

Miután Ronaldinho távozott Barcelonából, Messi örökölte a tízes számú mezt. 2008. október 1-jén, a Sahtar Donyeck elleni Bajnokok ligája mérkőzésen Messi Thierry Henry helyén lépett pályára csereként, majd a meccs utolsó hét percében két gólt szerezve, 0–1-es hátrányból fordította meg az eredményt, kiharcolva a 2–1 arányú Barcelona győzelmet. A következő, Atlético Madrid elleni bajnokit Messi és jó barátja, Sergio Agüero párharcaként harangozták be. Messi egy szabadrúgásgólt szerzett, illetve egy gólpasszt adott a 6–1-es barcelonai győzelmet hozó találkozón. November 29-én ismét két gólt szerzett, ekkor a Sevilla elleni bajnokin. Előbb 23 méterről talált be, majd a kapust kicselezve, kiszorított szögből volt eredményes. December 13-án, a szezon első Barcelona–Real Madrid összecsapásán Messi állította be a kettő-nullás végeredményt. A 2008-as FIFA év játékosa szavazáson 678 ponttal a második helyen végzett a 935 pontot kapó Cristiano Ronaldo mögött.
Messi első 2009-es mesterhármasát az Atlético Madrid ellen 3–1-re megnyert Király kupa mérkőzésen szerezte. 2009. február elsején csereként beállva két gólt lőtt a Racing Santander ellen, amelyeknek köszönhetően a Barcelona ismét 0–1-es hátrányból győzött. A második gól a klub történetének ötezredik gólja volt a spanyol bajnokságban. A bajnokság 28. fordulójában, a Málaga CF elleni 6–0 arányú győzelem alkalmával Messi 30. gólját szerezte a szezonban, minden versenysorozatot figyelembe véve. Április nyolcadikán a Bayern München elleni BL-mérkőzésen két gólt szerzett, nyolcgólosra javítva egyéni csúcsát a BL-ben egy szezonban lőtt gólok tekintetében. Április 18-án Messi 20. bajnoki góljával a Barcelona 1–0-ra győzte le a Getafét, amivel megőrizte 6 pontos előnyét a bajnokságban a Real Madriddal szemben.
A szezon végéhez közeledve Messi két gólt szerzett (a 35-iket és a 36-ikat a szezonban) a Bernabéuban, a Real Madrid 6–2 arányú legyőzésekor, amely a madridiak legsúlyosabb veresége volt 1930 óta. Mindkét gólja után a szurkolók és a kamerák felé futott, felemelve a mezét, amely alatt Síndrome X Fràgil feliratú póló volt látható, amellyel felhívta a figyelmet a fragilis X-szindrómában szenvedő gyerekekre. A Chelsea elleni BL-elődöntő második félidejének hosszabbításában Messi passzolt Andrés Iniestához azt a gólt megelőzően, amelynek köszönhetően a Barcelona bejutott a Manchester United elleni döntőbe. Május 13-án spanyol Király kupa győztes lett, miután a döntőben gólt szerzett és két gólpasszt adott az Athletic Bilbao ellen 4–1-re megnyert meccsen. Május 27-én ő állította be a Manchester United elleni BL-döntő 2–0-s végeredményét a mérkőzés 70. percében. Ezzel a góllal ő lett a Bajnokok Ligája – egyébként valaha volt legfiatalabb – gólkirálya, 9 találattal. Kiváló idényének megkoronázásaként elnyerte a Bajnokok ligája legjobb csatárának és legjobb játékosának járó címeket. A Barcelona egy szezonban megnyerte a Király kupát, a spanyol bajnokságot és a Bajnokok ligáját, ezzel a spanyol csapatok közül elsőként tudott triplázni.

##### 2009–10-es szezon
A 2009-es UEFA Szuperkupa megnyerése után Josep Guardiola kijelentette, Messi a legjobb játékos, akit valaha látott.
Szeptember 18-án Messi új szerződést írt alá a Barcelonával, amely 2016-ig köti a klubhoz, illetve 250 millió euróban határozza meg kivásárlási árát. A szerződéssel Messi Zlatan Ibrahimović mellett a bajnokság legjobban fizetett játékosává vált, 9,5 millió euró körüli éves fizetéssel. Négy nappal később, szeptember 22-én két gólt lőtt és egy gólpasszt adott a Racing Santander ellen 4–1-re megnyert bajnokin. Szezonbeli első gólját az európai porondon szeptember 29-én szerezte a Dinamo Kijev elleni 2–0 során. A Real Zaragoza 6–1-es legyőzése során szerzett gólját követően Messi neve mellett hét mérkőzés után hat bajnoki gól állt, majd november 7-én, a Mallorca elleni, Nou Camp-beli 4–2 alkalmával újabb gólt szerzett, büntetőből. 2009. december 1-jén Messinek ítélték a 2009-es Aranylabdát. A szavazáson Cristiano Ronaldót előzte meg, hatalmas fölénnyel (473, illetve 233 pont). Ezután a France Football magazinnak a következőket nyilatkozta: „A győzelmet a családomnak ajánlom. Mindig mellettem álltak, amikor szükségem volt rájuk, és néha erősebb érzelmeket éltek meg, mint én magam”.
December 19-én Messi győztes gólt szerzett a FIFA-klubvilágbajnokság abu-dzabi döntőjén az Estudiantes ellen. Két nappal később megkapta a FIFA év játékosa címet, megelőzve sorrendben Cristiano Ronaldót, Xavit, Kakát és Andrés Iniestát. Először nyerte el a díjat pályafutása során, egyben ő volt az első argentin, akit ezzel a díjjal ismertek el. 2010. január 10-én először ért el mesterhármast az aktuális szezonban, a Tenerife elleni idegenbeli 0–5 alkalmával. Január 17-én, egy a Sevilla ellen szerzett találattal megszerezte századik gólját a klub színeiben.
Márciusban öt mérkőzésen 11 gólt szerzett. Először a Málaga elleni 2–1-es győzelem alkalmával talált be a 84. percben, majd az Almería elleni 2–2-es döntetlen során mindkét gólt ő szerezte. Ezt követte egy olyan hét, ahol három mérkőzésen nyolc gólt ért el. Az első hármat a Valencia elleni hazai 3–0-s győzelem során rúgta, majd két góljával vállalt részt a Stuttgart 4–0-s legyőzéséből a BL-ben. Ezzel a Barcelona bebiztosította a negyeddöntőbe jutást. Végül a Zaragoza elleni idegenbeli 4–2 során ért el mesterhármast, amivel ő lett az első Barcelona-játékos, aki egymás utáni két bajnoki meccsen tud három gólt szerezni. Március 24-én az Osasuna ellen kétszázadik tétmeccsét játszotta a Barcelonában.
2010. április 6-án pályafutása során először szerzett tétmérkőzésen négy gólt, a 4–1-es végeredménnyel záruló, Arsenal elleni Bajnokok ligája negyeddöntő barcelonai visszavágóján. A négy góllal 25-re növelte a Bajnokok ligájában szerzett találatai számát, ezzel utolérte Rivaldót, a klub történetének legeredményesebb BL-gólszerzőjét. Április 10-én szezonbeli negyvenedik gólját szerezte, amikor az ősi rivális Real Madrid elleni 2–0 arányú idegenbeli győzelem során vezetést szerzett csapatának. Május 1-jén, szezonbeli ötvenedik tétmeccsén, a Villarreal otthonában aratott 4–1-es sikerből két góllal vette ki a részét. Három nappal később, május 4-én a Barcelona ismét 4–1-re nyert, ezúttal a Tenerife ellen. Messi ezen a meccsen is két gólt szerzett. A bajnokságban május 8-án már a 32. gólját szerezte, a Sevilla ellen idegenben megnyert mérkőzésen, majd a záró fordulóban, a Valladolid ellen lőtt két góljával beállította Ronaldo klubcsúcsát, aki még az 1996–97-es bajnokságban szerzett szintén 34 gólt. Messi eredménye csak négy találattal marad el Telmo Zarra és Hugo Sánchez abszolút rekordjától. 2010. június 3-án nevezve lett spanyol bajnokság legjobb játékosának.

##### 2010–11-es szezon
2010. augusztus 21-én Messi mesterhármast szerzett a Sevilla ellen, a spanyol szuperkupában 4–0-ra megnyert mérkőzésen. A bajnokságot is góllal nyitotta, 3 perc alatt betalált a Racing Santander kapujába. Nagyszerű formában volt a Panathinaikósz elleni BL-mérkőzésen, lőtt két gólt, adott két gólpasszt, és ugyancsak két alkalommal lőtt kapufát. Emellett pedig kihagyott egy tizenegyest. A mérkőzést végül a Barcelona nyerte 5–1-re. 2011. január 10-én ő nyerte el a 2010-es év Aranylabdáját, és ezzel megvédte a 2009-es díját.
Az aranylabda odaítélése kapcsán vita alakult ki, hiszen 2010-ben első alkalommal összevonták az Aranylabda és a FIFA év játékosa díjakat. Ezért az a helyzet állt elő, hogy a régebben alkalmazott szavazás alapján Wesley Sneijder kapta volna a díjat, és e szerint Messi csak a negyedik lett volna. A megváltoztatott szabályok azonban neki kedveztek, hiszen több ország képviselője szavazhatott. A díjátadás után emiatt kialakult olyan vélemény, hogy a két díj egyesítése nem volt szerencsés, hiszen így nem az év legjobbja kapja a díjat. Az új rendszerben ugyanis egyértelműen az számított, hogy a szavazás pillanatában kit tartanak a világ legjobb játékosának.
A Bajnokok Ligájának londoni döntőjében egy góllal járult hozzá csapata újabb sikeréhez.

##### 2011–12-es szezon

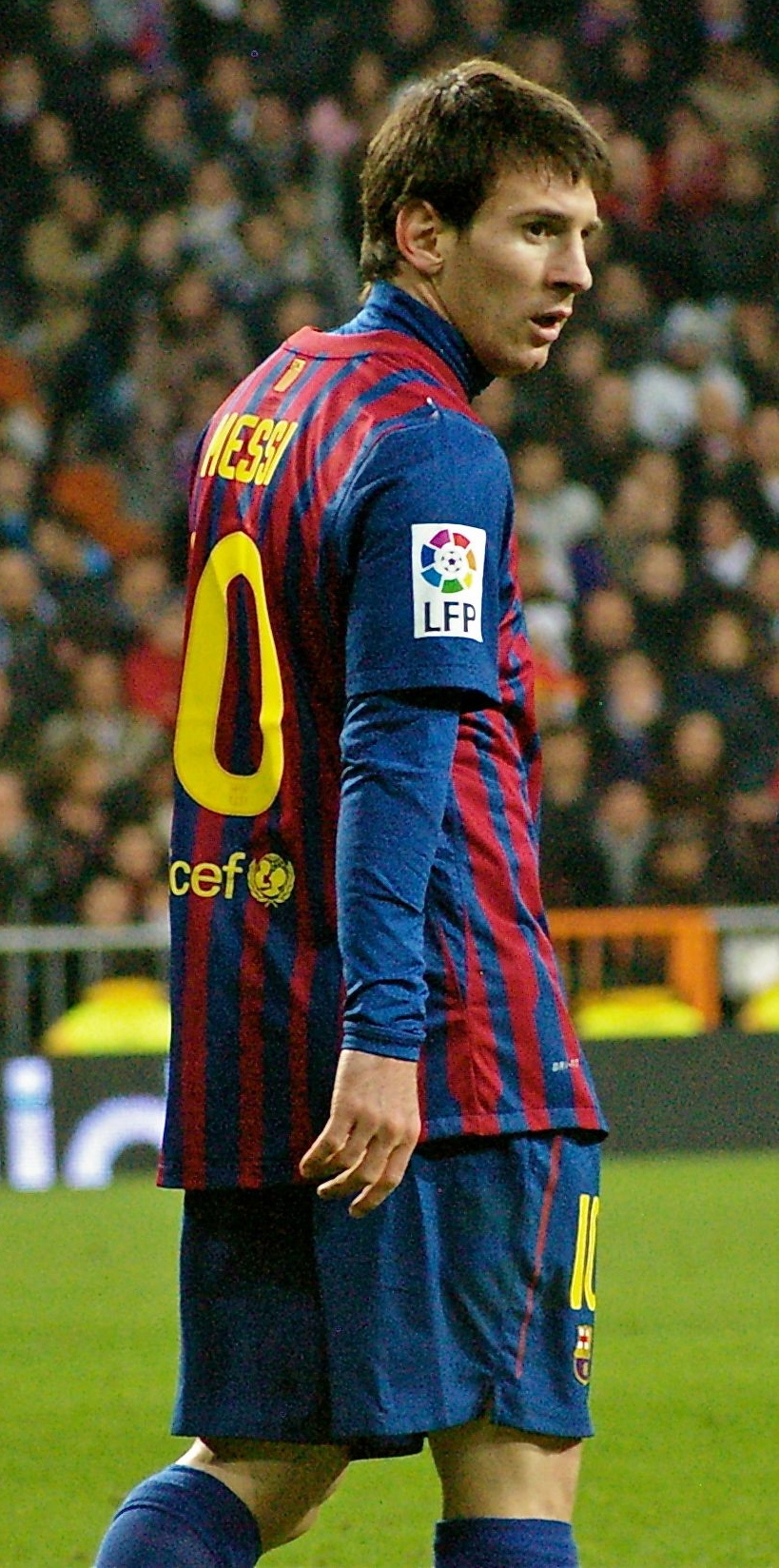
Messi a Real Madrid ellen 2011–12-es spanyol kupa sorozatban

A mutatói alapján ez volt Messi legjobb szezonja, ugyanis 60 mérkőzésen 73 alkalommal talált be, korábban soha senki nem talált be még ennyiszer egy évadon belül. Az előző évihez hasonló sikereket azonban nem tudott elérni csapatával, bár egy kupagyőzelem azért így is összejött a Barcelonának.
Messit korábban sok kritika érte a válogatottban nyújtott teljesítménye miatt, de ebben a szezonban alaposan javult ebben a tekintetben is, a brazilokat például az ő vezérletével verte az Albiceleste.
Lionel Messi rekordot jelentő 91 góllal zárta a 2012-es évet; az FC Barcelona argentin labdarúgója már korábban megdöntötte a legendás német Gerd Müller 1972-ben felállított, 85-ös csúcsát.
Messi 2012-ben 69 mérkőzésen lépett pályára, Müller 60 találkozón futballozott 1972-ben.

##### 2012–13-as szezon
A Barcelona első meccse a szezonban a Real Sociedad ellen volt, Messi folytatta a gólszerzést és a csapat 5–1 arányban győzött a Camp Nouban. A spanyol szuperkupában 3–2-re győzte az ősi rivális Real Madridot a párharc első fordulójában Barcelonában, augusztus 23-án. A következő bajnoki mérkőzésen az Osasuna fogadta a Barcelonát, ahol Messi két góljával fordította meg az állást és nyerte meg a találkozót a katalán csapat. Augusztus 29-én jött a Szuperkupa visszavágó, ahol 2–1 arányban győzedelmeskedett a Real Madrid. Messi ezen a meccsen lőtt egy szabadrúgásgólt az első félidő utolsó percében, de ez sem segített a Barcelonán, mert 4–4-es összesítésben, idegenben lőtt több góllal a Real Madrid nyerte a kupát. Leo Messinek ez volt a 15. találata az addigi El Clásicóin, így holtversenyben állt Raúllal, és csak Alfredo Di Stéfano előzte meg 18 találatával. Lionel Messi második helyen végzett 17 szavazattal az év férfi labdarúgója-díjon Cristiano Ronaldóval holtversenyben, a díjat Andrés Iniesta nyerte el 19 szavazattal. A liga harmadik fordulójában a Valencia érkezett ellenfélként a Camp Nouba, amit a csapat 1–0 arányban legyőzött Adriano góljával, akinek a gólpasszt Messi adta. Következő fordulóban szeptember 15-én Messi két gólt rúgott a Getafe csapatának, az egyiket tizenegyesből értékesítette. Szeptember 19-én játszotta a Barcelona az első Bajnokok Ligája mérkőzését a szezonban, ahol a gárda 3–2 arányban győzött a Szpartak Moszkva ellen. Messi két góllal támogatta csapatát, és megszerezte tizedik gólját a szezonban.
November 11-én Messi duplázott az RCD Mallorca ellen, ezzel megszerezve 2012-ben 75. és 76. gólját, így megdöntve Pelé egy naptári évben szerzett 75 gólját, amit még 1958-ban állított fel. Már csak Gerd Müller 1972-ben felállított 85 gólos teljesítménye állt Messi előtt. Messi megszerezte 77. és 78. gólját a Real Zaragoza ellen a Camp Nouban, és már csak hét gól választotta el a rekordtól. November 20-án duplázott a Szpartak Moszkva ellen, és ezzel megszerezte 2012-ben a 79. és a 80. gólját. Messi folytatta a gólszerzést, a Levante UD ellen megszerezte a 81. és a 82. találatát. December 1-jén duplázott az Athletic Bilbao ellen, és így egy gólra került Gerd Müller rekordjától. December 9-én ismét duplázott, most a Real Betis ellen, és megszerezte a 85. és a 86. találatát 2012-ben, ezzel felülmúlva Müller 85 gólos rekordját egy naptári évben, amit 1972-ben állított fel a Bayern Münchennel és a német válogatottal. December 12-én újra duplázni tudott, most a spanyol kupában volt eredményes a Córdoba ellen az első mérkőzésen, és így már 88 gólnál tartott. Messi ekkor küldött egy dedikált Barcelona mezt Müllernek, a rekordja előtt tisztelegve ezzel. Ezután két gólt lőtt az Atlético Madridnak december 16-án, és 90 gólra növelte a rekordját. A 91. gólját, egyben az utolsót is az évben, a Real Valladolid ellen szerezte. A FIFA azonban nem hajlandó elismerni Messi rekordját (legtöbb gól egy naptári évben belül), az ellenőrizhetőségre hivatkozva. 2012. december 18-án a Barcelona bejelentette, hogy megújítja a szerződést Messivel 2018. június 30-ig. A szerződést 2013. február 7-én kötötték meg.
A 2013. január 7-én Messi nyerte a 2012-es Aranylabdát, és ismét legyőzte Cristiano Ronaldót, aki a második helyen végzett, míg csapattársa, Andrés Iniesta harmadik lett. A győzelem után Messi lett az egyetlen olyan játékos a futballtörténelemben, aki négyszer nyerte meg az Aranylabdát. Messi, miután átvette az elismerést, így nyilatkozott: „Ez igazán hihetetlen és ez szavakkal leírhatatlan”. A sajtó Messit már olyan nagy játékosokkal hasonlította össze, mint Diego Maradona és Pelé. 2013. január 27-én Messi négy gólt lőtt, és így 5–1-es győzelmet arattak az Osasuna ellen. Ezekkel a találatokkal Messi elérte a 200. gólját a La Ligában, és ezzel ő lett a nyolcadik, köztük is a legfiatalabb játékos, aki ezt elérte. Ez volt a 33. találata a szezonban a spanyol bajnokságban, míg minden sorozatot figyelembe véve 44 gólt szerzett addig. Messi 2013. február 7-én írta alá 2018-ig érvényes szerződését a katalán klubbal. A fizetése 36 millió euró lett egy évben (ennek csak töredékét, kb. 16 milliót kap meg a spanyol adózási törvények miatt). Az FC Barcelona 31 éves koráig „láncolta” magához. Kivásárlási ára 250 millió euró lett. 2013. február 16-án megszerezte 300. gólját a Barcelona színeiben, egy Granada elleni bajnoki mérkőzésen, majd megszerezte még azon a mérkőzésen a 301-iket is, s ezeket összesen 365 hivatalos mérkőzésen szerezte. 2013. március 2-án gólt szerzett a Real Madrid ellen, amely mérkőzést a Barcelona 2–1 arányban elvesztett. Ezzel a góljával Lionel Messi beállította Alfredo Di Stéfano rekordját (legtöbb gól az El Clásicón).
Március 12-én Messi két gólt szerzett az AC Milan ellen, és így a Bajnokok ligája negyeddöntőbe segítette a Barcelonát, akik a 2–0 arányban elvesztett első mérkőzés után a második fordulóban 4–0 arányban győztek. Messi első gólja a Milan ellen újabb összehasonlításokra adott alkalmat, mivel Messi hasonló gólt szerzett, mint Diego Maradona Görögország ellen az 1994-es világbajnokságon. 2013. március 17-én, a Rayo Vallecano elleni mérkőzésen Messi először viselte a csapatkapitányi karszalagot a Barcelonában hivatalos mérkőzésen, miután beállt Andrés Iniesta helyére a találkozón. Március 30-án megszerezte a 19. egymást követő gólját La Ligában, és így lett ő lett az első futballista a La Liga történetében, aki 19 gólt szerzett egymást követő mérkőzéseken.
2013. április 2-án gólt szerzett egy Paris Saint-Germain elleni Bajnokok ligája mérkőzésen, de Messit a félidőben le kellett cserélni sérülés miatt. 2013. május 13-án Messi ismét nem tudott befejezni egy mérkőzést, ezúttal az Atletico Madrid ellen, kénytelen volt a mérkőzés második felében elhagyni a pályát. Később bejelentette, hogy sérülés miatt kihagyja a szezon további részét. A Bajnokok ligája negyeddöntő második fordulójában, a Paris Saint-Germain ellen Messi a padon ült, majd a meccs hajrájában váltotta David Villát és adott egy gólpasszt Pedrónak, így a csapat továbbjutott az elődöntőbe. A Barcelona végül kiesett az elődöntőben a későbbi győztes, Bayern München ellenében. A Barcelona a Copa del Rey-ben is kiesett, az ősi rivális Real Madrid ellen maradt alul az elődöntőben. Viszont a La Ligát megnyerte a Real Madrid előtt. A csapat összesen 100 pontot szerzett, ezzel beállítva az elmúlt szezon rekordját amit a Real Madrid állított fel. Messi a második egymást követő évben ismét megszerezte a La Liga gólkirályi címét, 32 mérkőzésen 46 gólt szerzett és 12 gólpasszt adott a bajnokságban. Leo Messi – minden sorozatot figyelembe véve – 50 mérkőzésen 60 gólt lőtt és 16 gólpasszt adott.

##### 2013–14-es szezon

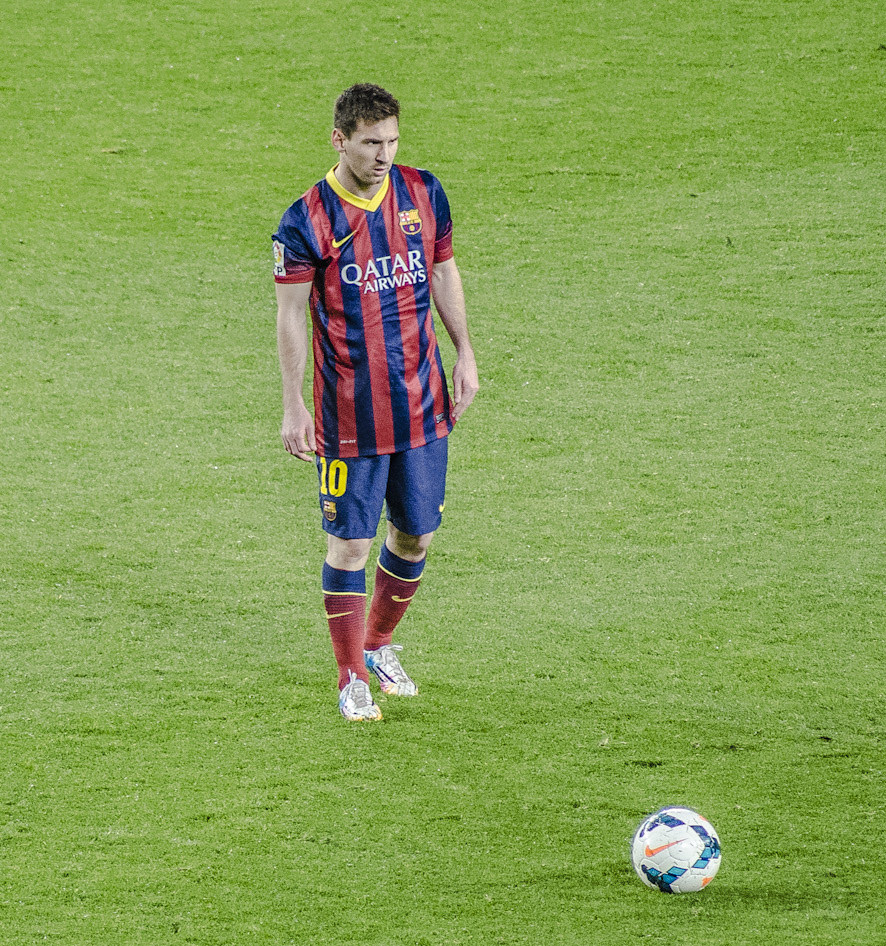
Messi szabadrúgást végez el az Almería ellen bajnoki mérkőzésen

2013-ban Messit ismét jelölték az Az év férfi labdarúgója-díjra a harmadik egymást követő évben, a másik két jelölt Cristiano Ronaldo és Franck Ribéry volt. Ezt a díjat Ribéry nyerte el 36 szavazattal. Messi a második helyen, 14 szavazattal, míg Ronaldo a harmadik helyen, 3 szavazattal végzett. 2013. augusztus 18-án, Messi a Barcelona 2013-14-es bajnoki idénynyitó mérkőzésén két gólt lőtt és egy gólpasszt adott a Levante ellen, a Barcelona végül megnyerte a mérkőzést 7-0 arányban. Augusztus 28-án, Barcelonában kivívták a 11. spanyol labdarúgó-szuperkupa címűket az Atlético Madrid ellen, idegenben lőtt több góllal.
Szeptember 1-jén, Messi megszerezte karrierjének 23. mesterhármasát a Valencia elleni bajnoki mérkőzésen, ahol 3-2 arányban győzött a Barcelona. Ezekkel a gólokkal Messi a hatodik legeredményesebb góllövő lett a La Liga történetében, felülmúlva Quini-t, aki 219 gólt szerzett pályafutása során a bajnokságban. 2013. szeptember 18-án Messi megszerezte karrierje 24. mesterhármasát, a Barcelona pedig az első Bajnokok Ligája győzelmét a szezonban, otthon az Ajax ellen, amelyet végül 4-0-ra nyertek. Ezzel a három góllal Messi lett az első játékos, aki négy mesterhármast szerzett a Bajnokok Ligájában. November 10-én, sérülést szenvedett Messi egy 4-1-re megnyert Real Betis elleni mérkőzésen, ami miatt 2014. január elejéig nem játszhatott.
2014. január 8-án, Messi visszatért a pályára sérüléséből és két gólt szerzett a Getafe elleni kupa mérkőzésen, amelyet 4-0 arányban megnyert a Barca. Január 13-án, második helyen végzett Cristiano Ronaldo mögött a 2013-as FIFA Aranylabda gálán. Február 15-én, Messi egy Rayo Vallecano elleni 6-0-ra megnyert mérkőzésen megszerezte a 227. és 228. találatát a bajnokságban, amellyel megelőzte az argentin Alfredo Di Stefanót és holtversenybe került a spanyol Raúllal, így vele együtt a harmadik legeredményesebb góllövő lett a La Liga történetében.
2014. március 16-án, Messi mesterhármast szerzett egy 7-0-ra megnyert Osasuna elleni mérkőzésen és ezzel megelőzte az eddigi rekorder Paulino Alcántarát, aki a Barcelona legeredményesebb gólszerzője volt, minden mérkőzést figyelembe véve. Március 23-án, megszerezte következő mesterhármasát, ezúttal a Real Madrid ellen, amely mérkőzést meg is nyert a Barcelona 4-3 arányban a Santiago Bernabéuban, ezekkel a találatokkal Messi lett minden idők legeredményesebb játékosa az El Clásicók történetében, megelőzve Di Stéfanót a korábbi rekordert. Ezek a gólok is lehetővé tették számára, hogy ő legyen a második legeredményesebb góllövő a La Liga történetében, megelőzve Hugo Sánchezt.
Messi végül befejezte a klubbal az idényt, de csak egy trófeát tudtak megnyerni, a spanyol Szuper Kupát, ezenkívül a Barcelona második helyezett lett a La Ligában, az Atletico Madrid mögött, akik a Bajnokok Ligája negyeddöntőjében is kiejtették a csapatot. A Barcelona vereséget szenvedett a Copa del Rey döntőjében is, a rivális a Real Madrid ellen, de a kupa sorozat gólkirálya Lionel Messi lett 5 góllal. A szezont összesen 41 góllal és 15 gólpasszal fejezte be Messi minden sorozatot figyelembe véve, de a bajnokságban szerzett 28 gól nem volt elég neki, hogy megvédje a Pichichi trófeát, amit Cristiano Ronaldo kapott, aki 31 gólt szerzett. 2014. május 16-án, Messi egy új szerződést írt alá a katalán klubbal.

##### 2014–15-ös szezon

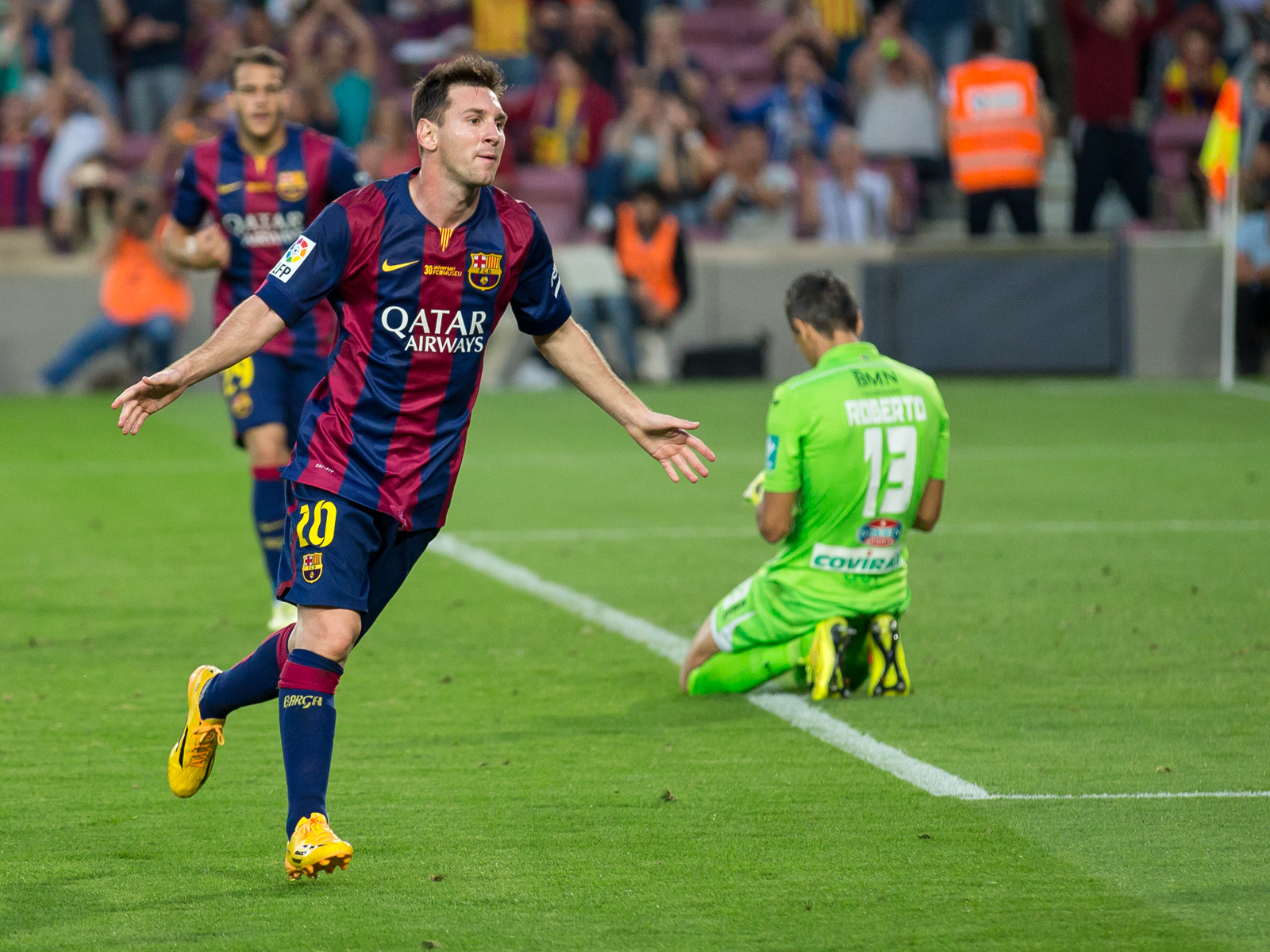
Messi gólját ünnepli a Granada ellen 2014-ben

Az új tréner, Luis Enrique irányítása alatt nagyrészt sérülések nélkül kezdte a 2014–2015-ös szezont, ez által az év végéhez közeledve három régóta fennálló rekordot döntött meg. November 22-én a Sevilla ellen elért mesterhármasával a La Ligában minden idők legjobb góllövője lett, mivel túlszárnyalta Telmo Zarra 59 éve aktuális 251 bajnoki gólját. December 7-én harmadik mesterhármasával, melyet a városi rivális Espanyol ellen szerzett, összesen 12 góljával megelőzte César Rodríguezt, mely a Derbi barcelonín jegyzett találatait illeti. Cristiano Ronaldo mögött ismét a második helyen végzett az Aranylabda szavazáson, mely a válogatottal elért világbajnoki ezüstéremnek volt köszönhető.
2015 elején a média úgy ítélte meg, hogy a Barcelona újra csalódást keltő helyen áll a bajnokságban, így Messi el akarja hagyni a klubot. Január 11-én fordulópont következett be, miután az Atlético Madrid ellen 3–1-es győzelmet arattak. A gólokat az MSN-nek titulált Messi, Luis Suárez és Neymar támadóhármas szerezték, ezzel egy rendkívül sikeres sorozat vette kezdetét. Öt évet követően Messi a középcsatári poszt helyett újra a jobb szélen játszott, saját javaslatára Suárez elmondása szerint. Innentől kezdve visszatért régi jó formájába, ez pedig véget vetett az átigazolásáról szóló pletykáknak. A trió Messi 58 góljának is köszönhetően összesen 122-szer volt eredményes, ez pedig rekordnak számít a spanyol labdarúgásban.

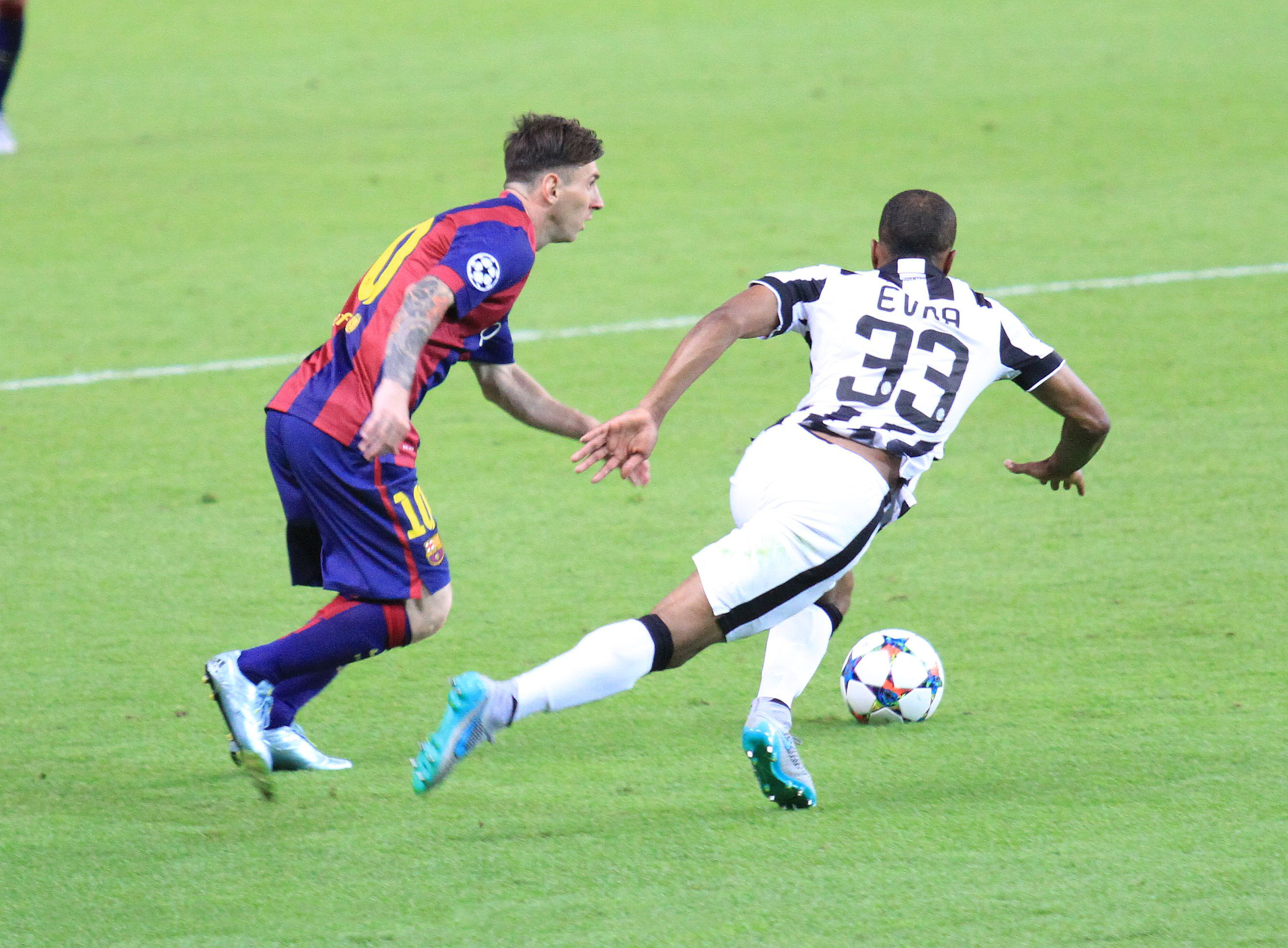
Messi Patrice Evrával szemben a Juventus ellen a 2015-ös Bajnokok Ligája-döntőjében

Az idény vége felé, május 17-én Messi gólt jegyzett az Atlético Madrid ellen idegenben, így az 1–0-s győzelem által csapata megszerezte a bajnoki címet. Ebben az évadban 43 bajnoki gólja között volt egy mesterhármas, melyet március 8-án 11 perc alatt szerzett a Rayo Vallecano ellen; ez volt a leggyorsabb pályafutása során, összességében pedig a 32. a Barcelona színeiben, ezzel megelőzte Telmo Zarrát a legtöbb elért mesterhármast tekintve a labdarúgás történetében. A spanyol első osztályban az egy szezonban kiosztott gólpasszokat tekintve, szám szerint 18-al Luís Figót előzte meg. Február 16-án, a Levante ellen kiosztotta rekordszámú, 106. asszisztját, mely során egy mesterhármas is a nevéhez fűződött. Május 30-án, a kupadöntőben kétszer is betalált az Athletic Bilbao ellen a 3–1-re megnyert találkozón, ezzel hatodik dupláját érte el. Első találatát pályafutása legnagyobb góljaként titulálták, ekkor a felezővonal közelében gyűjtötte be a labdát, majd az ellenfél négy játékosán is túljutott, ezt követően a kapust kicselezve egy szűk helyen juttatta a kapuba a labdát.
A Bajnokok Ligájában a Bayern München elleni elődöntő során két gólt lőtt. Második gólját, mely három perccel az első után született, Manuel Neuer fölött emelte át, illetve elfektette a hátvédet, Jérôme Boatenget, az évben ezt a találatot a legtöbbször osztották meg Twitteren, az UEFA pedig a legszebbnek választotta meg azt. A második meccsen elszenvedett vereség ellenére bejutottak a Berlinben megrendezett fináléba, ahol 3–1-re győzték le a Juventust, így a csapat megszerezte második tripláját, ezzel a történelem első ilyen klubjává lépett elő. Bár Messi nem szerzett gólt, csapata mindegyik góljában nagy szerepe volt, különösen a másodikban, mely során Gianluigi Buffon hárította lövését, de a kipattanóból Suárez volt eredményes. Hat gólpasszával az argentin támadó a legeredményesebb volt, továbbá osztozva lett gólkirály tíz találatával, és ő lett az első játékos, aki öt Bajnokok Ligája szezont tekintve a legtöbb gólt érte el. Kiváló teljesítményének köszönhetően másodszor is megkapta az UEFA év férfi labdarúgója díjat.

##### 2015–16-os szezon

Messi fedezi a labdát Éver Banegával szemben a 2015-ös UEFA-szuperkupa során

A 2015–2016-os idényt azzal indította, hogy kétszer szerzett gólt szabadrúgásból a Sevilla ellen az UEFA-szuperkupában, a mérkőzést 5–4-re nyerték meg hosszabbítást követően a katalánok. Szeptember 16-án ő lett a legfiatalabb játékos, aki 100 alkalommal lépett pályára a Bajnokok Ligájában a Roma elleni 1–1-es döntetlen során. Térdsérülése miatt november 21-én tért vissza a pályára, csereként vette ki a részét az El Clásicón a Real Madrid idegenbeli 4–0-s legyőzésében. Az évet azzal zárta, hogy december 20-án megnyerte a klubvilágbajnokság döntőjét, így 2015-ben az ötödik trófeáját gyűjtötte be, a Barcelona Jokohamában a River Plate felett 3–0-ra diadalmaskodott. December 30-án 500. mérkőzésén gránátvörös mezben gól fűződött a nevéhez a Real Betis elleni 4–0-ra megnyert hazai találkozón.
2016. január 11-én pályafutása során ötödik alkalommal nyerte el a FIFA Aranylabdáját. Február 3-án mesterhármast ért el a kupa elődöntőjének első mérkőzésén a Camp Nou-ban, mely során a Valenciát 7–0-ra győzték le. A Celta Vigo elleni 6–1-es hazai győztes bajnokin a büntetőrúgást Suáreznek adta át, ezt egyesek csipetnyi zsenialitásnak ítélték meg, míg mások az ellenféllel szembeni tiszteletlenséggel illették. A Celta játékosai ezzel kapcsolatban nem panaszkodtak, a kapusuk pedig kivédte a tizenegyest, és kijelentette: „A Barca támadói nagyon tisztelettudóak." Messi szándékát a klub korábbi ikonjának, Johan Cruijffnak az 1982-ben történő tettével hasonlították össze, aki tüdőrákkal küzdött, és sok szurkoló jelezte, hogy a büntető számára tiszteletet jelent. Cruijff elégedett volt a megmozdulással, és határozottan állította, hogy az egész legális és szórakoztató volt.
Február 13-án Messi 300. bajnoki gólját érte el a Sporting de Gijón elleni idegenbeli 3–1-es győzelem alkalmával. Néhány nappal később az Emirates Stadionban mindkét gól az ő nevéhez fűződött az Arsenal elleni 2–0-s siker során a Bajnokok Ligája nyolcaddöntőjének első mérkőzésén, ahol második találata a Barcelona 10 000. gólját jelentette a hivatalos találkozókat figyelembe véve. Április 17-én 500. góljával fejezte be az öt meccsen át tartó eredményességét, ekkor hazai pályán 2–1-es vereséget szenvedtek a Valenciától. A szezont azzal zárta, hogy május 22-én a kupadöntőben a hosszabbításban gólt szerzett a Vicente Calderón Stadionban a Sevilla ellen, így csapata 2–0-s győzelmet aratott. Összesen 41 gólt lőtt és 23 gólpasszt adott, a támadótrió pedig 131 gólos spanyol rekordot állított be, ezzel megdöntötte az előző idényben felállított csúcsot.

##### 2016–17-es szezon
A 2016–2017-es évad kezdetén a sérült Andrés Iniesta távollétében csapatkapitányként emelte magasba a 2016-os spanyol szuperkupa trófeáját. Az augusztus 14-i első meccsen Munir El Haddadinak adott gólpasszt, mely által idegenben 2–0-ra győzték le a Sevillát, majd augusztus 17-én a visszavágón 3–0-ra nyertek. Három nappal később a bajnokság nyitómérkőzésén kétszer volt eredményes a Real Betis elleni 6–2-es siker során. Szeptember 16-án három gólt szerzett a Bajnokok Ligája első mérkőzésén a Celtic elleni 7–0-s győztes találkozón; a sorozatban ez volt a hatodik mesterhármasa, ami a legtöbb egy játékostól. Az Atlético Madrid elleni 1–1-es döntetlen alkalmával ágyéksérülést szenvedett, így három hétre maradt távol. Visszatérését góllal ünnepelte meg, miután október 16-án a Deportivo de La Coruña elleni 4–0-s győztes kimenetelű összecsapáson csereként állt be három perccel később. Három nappal ezután megszerezte 37. mesterhármasát a klubban, ekkor a Barcelona 4–0-ra győzte le a Manchester Cityt. November 1-jén 54. Bajnokok Ligája találatát jegyezte, de a Manchester City ellen 3–1-es vereséget szenvedtek, ugyanakkor ez által Raúl korábbi 53 gólos rekordját döntötte meg.

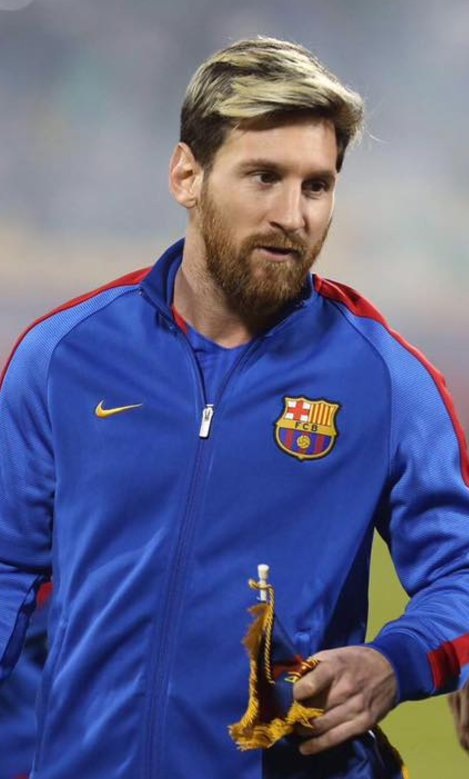
Messi az Al Ahli SC elleni barátságos mérkőzés előtt a katari Dohában 2016 decemberében

Az évet 51 találattal zárta, ezzel Európa gólkirálya lett, eggyel megelőzve Zlatan Ibrahimovićot. A 2016-os Aranylabda győzelme után 2017. január 9-én a második helyen végzett ismét Cristiano Ronaldo mögött a FIFA 2016-os év legjobb férfi játékosa szavazásán. Január 11-én szabadrúgásból volt eredményes az Athletic Bilbao ellen a spanyol kupa nyolcaddöntőjének visszavágóján, így a Barcelona bejutott a negyeddöntőbe; a gárda színeiben a 26. szabadrúgásból szerzett gólját követően minden versenyszámban Ronald Koeman csúcsát érte be. Január 14-én, következő bajnoki mérkőzésén a Las Palmas 5–0-s kiütése során talált be; ezzel a találatával Raúl rekordját döntötte meg (35 gól), ami a legtöbb csapat ellen szerzett találatot jelenti a bajnokságban.
2017. február 4-én 27. alkalommal volt eredményes szabadrúgásból az Athletic Bilbao elleni hazai 3–0-s hazai győztes bajnokin, így megelőzte Ronald Koemant, aki a klub legjobb góllövőjének számított szabadrúgások terén. Április 23-án kétszer is betalált a Real Madrid ellen idegenben, ekkor 3–2-re győztek. A győztes gólja az 500. volt a Barcelona színeiben. Emlékezetes módon levette a mezét, és a felbőszült Real Madrid-szurkolók felé mutatta, nevével és a számával feléjük fordítva. Május 27-én gólt lőtt, majd gólpasszt adott Paco Alcácernek a kupa fináléjában, ezzel 3–1-es győzelemhez segítve csapatát a Deportivo Alavés ellen, valamint a meccs emberének is megválasztották. Az idényt 54 góllal és 16 gólpasszal zárta, míg a bajnokságban elért 37 találatával pályafutása során negyedszer nyerte meg a Pichichi-trófeát és az Európai aranycipőt is.

##### 2017–18-as szezon
Az új évadot egy tizenegyesgóllal kezdte a szuperkupa első mérkőzésén a Real Madrid ellen, mely során 3–1-es vereséget szenvedtek hazai környezetben. Ezzel megdöntötte az El Clásicók gólrekordját, hivatalos találkozókon a 24., míg összesen a 25. gólja volt a Királyi Gárda ellen. Szeptember 9-én a bajnokságban első mesterhármasát szerezte az Espanyol ellen, hozzájárulva ezzel csapata 5–0-s győzelméhez. Szeptember 12-én a Bajnokok Ligájában az olasz bajnok Juventus ellen kétszer vette be Gianluigi Buffon kapuját, így hazai pályán 3–0-ra diadalmaskodtak. Szeptember 19-én négyszer volt eredményes a Camp Nou-ban az Eibar elleni 6–1-es győzelem során. Három héttel később, október 1-jén megelőzte korábbi csapattársát, Carles Puyolt a mérkőzéseket tekintve a klubban, így a Barcelona történetének harmadik legtöbbet pályára lépő játékosa lett, ekkor a Las Palmas ellen a gárda 3–0-ra győzött, ő pedig két gólt jegyzett és Sergio Busquetsnek gólpassz osztott ki. Ez volt a csapat 594. hivatalos találkozója, a bajnoki mérkőzést zárt kapuk mögött játszották a Camp Nou-ban a folyamatban lévő katalóniai függetlenségi népszavazás miatt, melynek következtében erőszakos tüntetések törtek ki.
Október 18-án, 122. európai találkozóján megszerezte 97. gólját a Bajnokok Ligájában, az összes UEFA-versenyeket figyelembe véve pedig a 100. találatát az Olimbiakósz elleni 3–1-es siker alkalmával. Messi csak a második játékos lett Cristiano Ronaldo után, aki elérte ezt a mérföldkövet, de 21-el kevesebb pályára lépése alatt sikerült neki, mint a portugálnak. November 4-én 600. alkalommal lépett pályára a Barcelona színeiben, ekkor a Sevillát 2–1-re verték meg. November 25-én, negyedik aranycipője átvételét követően új szerződést írt alá csapatával, így a 2020–2021-es szezonig a Katalánok játékosa marad. Kivásárlási záradékát 700 millió euróban határozták meg. 2018. január 7-én 400. alkalommal lépett pályára a La Ligában a Levante ellen megnyert 3–0-s mérkőzésen, továbbá a 144. bajnoki gólpasszát és a 365. bajnoki gólját jegyezte, mely megegyezett Gerd Müller rekordjával, ami a legtöbb bajnoki gólt jelenti ugyanannak a csapatnak Európa öt legjobb bajnokságának valamelyikében. Egy héttel később megdöntötte a csúcsát, szabadrúgásból volt eredményes a Real Sociedad ellen, ahol 4–2-es győzelmet arattak idegenben.
Március 4-én megszerezte pályafutása 600. gólját szabadrúgásból az Atlético Madrid elleni hazai 1–0-s győztes találkozón. Március 14-én a 99. és 100. találatát jegyezte a Bajnokok Ligájában a Chelsea elleni 3–0-ra megnyert összecsapáson, így rekord tekintetében Cristiano Ronaldo után a második lett kevesebb pályára lépéssel, és mindezt fiatalabb korban és kevesebb lövéssel érte el, mint a portugál játékos. A mindössze két perc és nyolc másodperc elteltével született gólja egyben pályafutása leggyorsabb találata volt, a Barcelona pedig ezzel a tizenegyedik egymást követő szezonjában jutott be a kiírás negyeddöntőjébe. Április 7-én háromszor volt eredményes a Leganés ellen, mely során 3–1-es győzelmet arattak, beleértve a szezonban hatodik alkalommal jegyzett találatát szabadrúgásból, ami megegyezik a korábbi csapattárs, Ronaldinho rekordjával. A szezont ismét a bajnokság gólkirályaként zárta 34 góllal, így megszerezte ötödik Aranycipőjét is. Április 21-én klubja második, míg idénybeli 40. gólját szerezte a Sevilla elleni 5–0-ra megnyert kupafináléban, később pedig Suárez passzát is gólra váltotta. Ez volt a Barcelona sorozatban negyedik, míg összesen a 30. kupagyőzelme. Április 29-én mesterhármast ért el a Deportivo de La Coruña idegenbeli 4–2-es legyőzése során, csapata pedig ez által megszerezte 25. bajnoki címét. Május 9-én, a Villarreal 5–1-es kiütése alkalmával gólt jegyzett, klubja pedig beállította a La Liga történetének leghosszabb veretlenségi sorozatát (43 meccs).

##### 2018–19-es szezon
2018 májusában Andrés Iniesta távozásával az idényben Messit nevezték ki a csapat kapitányának. Augusztus 12-én megszerezte első trófeáját csapatkapitányként, miután a szuperkupa mérkőzésén 2–1-es győzelmet arattak a Sevilla ellen. Augusztus 19-én, a bajnokság első fordulójában két góllal járult hozzá az Deportivo Alavés elleni 3–0-s sikerhez, az elsőt szabadrúgásból lőtte, melyet a felugró sorfal alatt gurított el, történelmet írva azzal, hogy a klub 6000. bajnoki találatát is jegyezte egyben. Szeptember 18-án három gólt szerzett a Bajnokok Ligája első csoportmérkőzésén a PSV Eindhoven ellen, ez által nyolc mesterhármasával rekordot állított fel. Október 20-án gól fűződött a nevéhez a Sevilla elleni 4–2-re megnyert hazai meccsen, később azonban a 26. percben le kellett cserélni, miután elesett és így megsérült a jobb karja; ezt követően a vizsgálatok megerősítették, hogy eltört a radiális csontja, így három héten át nem léphetett pályára. December 8-án kétszer volt eredményes szabadrúgásból a barcelonai rivális, az Espanyol elleni idegenbeli találkozón, melyet 4–0-ra nyertek meg. Ez volt az első alkalom, hogy ilyen bravúrt sikerült elérnie a bajnokságban. Első ebből adódó találata a 10. volt a La Ligában, ezzel ő lett az első játékos, aki 13 egymást követő szezonban kétszámjegyű gólt ért el a bajnoki megmérettetés során.

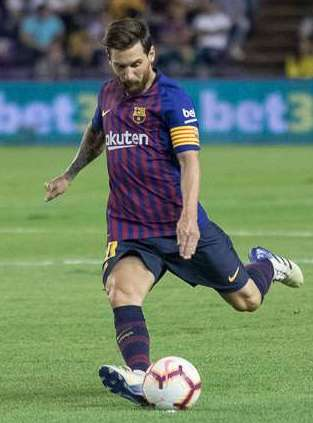
Messi szabadrúgást végez a Real Valladolid ellen 2018-ban

2019. január 13-án 400. gólját szerezte a La Ligában a 435. bajnokiján az Eibar elleni 3–0-s siker alkalmával, ezzel az első olyan játékossá vált, akinek sikerült ezt elérni Európa öt legjobb bajnokságának egyikében. Február 2-án a Valencia elleni 2–2-es döntetlen során kétszer volt eredményes, első gólját büntetőből jegyezte, ez az 50. találata volt tizenegyesből a bajnokságban. Ezzel ő lett a harmadik játékos a La Liga történetében Cristiano Ronaldo és Hugo Sánchez után, aki 50-szer volt eredményes büntetőből. Még abban a hónapban a klub elismerte, hogy felkészültek Messi jövőbeli távozására. Február 23-án pályafutása 50. mesterhármasát jegyezte, és egy gólpasszt is kiosztott Suáreznek, 4–2-es győzelemhez segítve ezzel csapatát a Sevilla elleni idegenbeli bajnokin. A gólja összességében a 650. találata volt. Április 16-án kétszer is betalált a Bajnokok Ligája negyeddöntőjének visszavágóján, a Manchester United ellen hazai pályán 3–0-s sikert könyveltek el. Összesítésben 4–0-ra nyertek, így bejutottak a sorozat elődöntőjébe 2015 után először. 2013-at követően ezek voltak Messi első góljai a negyeddöntőt tekintve.
Április 27-én csereként beállva az egyetlen gólt szerezte a Levante ellen, mellyel a Barcelona begyűjötte a bajnoki serleget. Ez volt a 450. bajnoki találkozója, illetve az első bajnoki trófeája csapatkapitányként. Május 1-jén két gól fűződött a nevéhez a BL-elődöntő első találkozóján; második gólja egy 35 méteres szabadrúgásból született és profi pályafutása 600. találata volt a klubban. A hat nappal későbbi, Anfielden megrendezett visszavágón a Barcelona 4–0-s vereséget szenvedett, így a Liverpool 4–3-as összesítéssel jutott be a döntőbe. Május 19-én, az utolsó fordulóban az Eibar elleni 2–2-es döntetlen során kétszer is betalált, a szezonban 49. és 50. gólját szerezte minden sorozatot tekintve, aminek eredményeként hatodik Pichichi-trófeáját nyerte el. A liga gólkirálya lett a 34 mérkőzésen elért 36 góljával, hat bajnoki elsősége pedig megegyezett Zarráéval, aki a legtöbb gólt szerző játékos a La Ligában. Hatodik alkalommal nyerte el az Aranycipőt, a 2016–2017-es idénytől kezdődően a rekordot jelentő harmadik ilyen díját. Május 25-én szezonbeli utolsó találatát jegyezte a 2019-es Király-kupa döntőjében, ahol a Valencia ellen 2–1-es vereséget szenvedtek.

##### 2019–20-as szezon
2019. augusztus 5-én bejelentették, hogy kihagyja a Barcelona amerikai előszezonját vádlisérülés miatt. Augusztus 19-én a Real Betis elleni, tizenhatoson kívülről szerzett gólját jelölték a Puskás Ferenc-díjra. Még ebben a hónapban kiújult a vádlisérülése, így nem játszott az idény nyitómeccsén. A jelentések szerint a szeptemberi válogatott szünet utánra jósolták visszatérését. Szeptember 2-án bekerült a Puskás Ferenc-díj és a FIFA év férfi labdarúgója három döntőse közé, utóbbit 23-án meg is nyerte.

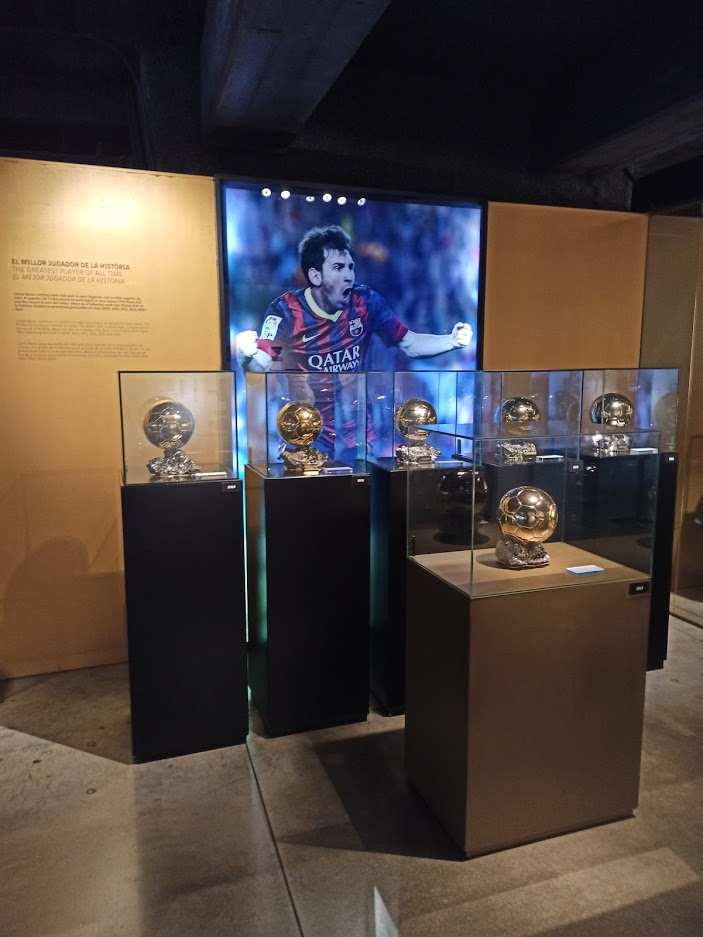
Messi hat Aranylabdája a Barcelona múzeumában. 2019-től ő tartja hat elsőségével a rekordot

Szeptember 17-én lépett pályára először az évad során a Sevilla elleni 4–0-s hazai győztes meccsen, ahol szabadrúgásból jegyezte első bajnoki gólját. Ez volt a 420. találata a La Ligában, mellyel megdöntötte Cristiano Ronaldo 419 gólos csúcsát az öt európai legjobb bajnokságot tekintve. Október 23-án megszerezte első Bajnokok Ligája találatát a Slavia Praha elleni idegenbeli 2–1-es győzelem során, ezzel ő lett az első játékos, aki 15 egymást követő BL-idényben gólt szerzett a selejtezőket nem beleértve. Ezen kívül felülmúlta Raúl és Cristiano Ronaldo megosztott rekordját, ami a legtöbb csapat ellen jegyzett gólt illeti. Október 29-én kétszer volt eredményes a Real Valladolid ellen, mely mérkőzést 5–1-re nyerték meg. Első gólja, mely 35 méterről született, pályafutása 50. szabadrúgásból szerzett találata volt. Klubszinten góljai számával (608) megelőzte Cristiano Ronaldót (606). November 9-én három gól fűződött a nevéhez – ebből kettő szabadrúgásból – a Celta Vigo ellen megnyert 4–1-es hazai találkozón. Ez volt a 34. mesterhármasa a spanyol első osztályban, ami megegyezett Cristiano Ronaldo spanyol élvonalbeli csúcsával. November 27-én 700. alkalommal szerepelt a Barcelona színeiben, a 3–1-re megnyert hazai mérkőzésen a Bajnokok Ligájában a Borussia Dortmund ellen egy gólt lőtt, illetve két gólpassz fűződött a nevéhez. A Dortmund volt a 34. csapat, amely ellen eredményes volt a sorozatban, megdöntve ezzel Raúl és Cristiano Ronaldo 33-as rekordját. December 2-án megkapta a rekordot jelentő hatodik Aranylabdáját. December 8-án megszerezte a csúcsot jelentő 35. mesterhármasát, mely során a Mallorca ellen 5–2-re győztek.
2020. február 22-én négy góllal vette ki a részét a bajnokságban hazai környezetben az Eibar 5–0-s legyőzésében. Június 14-én a Mallorca ellen idegenben újra eredményes volt, így ő lett az első játékos a spanyol első ligában, aki 12 egymást követő szezonban 20 vagy annál több gólt szerzett. Június 30-án hazai pályán az Atlético Madrid ellen Panenkás módon jegyzett tizenegyesének köszönhetően iratkozott fel az eredményjelzőre, a találkozó 2–2-es döntetlennel zárult. Ez volt a 700. találata a klubját és a válogatottat együttvéve. Július 11-én 20. gólpasszát adta Arturo Vidalnak a Real Valladolid elleni idegenbeli 1–0-s győzelem alkalmával, ami megegyezik Xavi rekordjával, aki a 2008–2009-es idényben 20 gólpasszt osztott ki, valamint az egykoron az Arsenalban játszó Thierry Henry után a második játékos lett (24 gól és 20 assziszt), aki a 2002–2003-as Premier League idény során egy bajnoki szezont figyelembe véve 20 gólt és 20 gólpasszt jegyzett Európa öt top bajnokságának egyikében. Május 20-án, a szezon utolsó mérkőzésén a Deportivo Alavés elleni idegenbeli 5–0-s siker után 35 góljával és 21 asszisztjával az első osztály gólkirályaként és legjobb gólpasszadójaként fejezte be a szezont. Hetedik Pichcichi-trófeájával megelőzte Zarrát, az idény végeztével azonban a Barcelona nem lett bajnok. Augusztus 9-én a BL-nyolcaddöntő második mérkőzésén a Napoli ellen a Camp Nou-ban a második gól az ő nevéhez fűződött, a harmadik gólját pedig tizenegyesből jegyezte, így csapata 3–1-es győzelmet aratott, ez által 4–4-es összesítéssel kvalifikálta magát a negyeddöntőbe, ahol a Bayern München volt az ellenfele. Augusztus 15-én játékosként a legrosszabb vereségét szenvedte el, miután Lisszabonban a Bayern 8–2-re győzte le csapatát, így csalódást keltve újra búcsúztak a tornától.

##### 2020 augusztus: A távozásáról szóló hírek
A Barcelona irányításával kapcsolatos növekvő elégedetlenség nyomán a pályán és azon kívül a klub közölte, hogy 2020. augusztus 25-én elküldte számukra a távozási szándékát igazoló dokumentumot. A bejelentés jelentős médiavisszhangot váltott ki, többek között a jelenlegi és volt csapattársaitól, valamint Quim Torra klubelnöktől. Augusztus 26-án a Barcelona sportigazgatója, Ramon Planes megerősítette az egyesület azon kívánságát, hogy csapatot építsen a világ legfontosabb játékosa köré, majd bejelentette, Messi csak akkor távozhat, ha kifizetik a 700 millió eurós kivásárlási záradékát. A szerződésbe beiktatott korai távozási szándék lehetővé tette volna számára, hogy ingyen hagyja el a gárdát, de ezzel a döntéssel csak akkor élhetett volna, ha szándékát 2020. május 31-ig közli a vezetőséggel, bár képviselői azzal érveltek, hogy egy következő határidőt kell kitűzni ezzel kapcsolatban, ami augusztus 31., a 2019–2020-as szezon elhalasztása miatt. Augusztus 30-án a La Liga közleményt adott ki, miszerint Messi szerződése és kivásárlási záradéka továbbra is érvényben van.
Szeptember 4-én Jorge Messi, Lionel apja és ügynöke válaszul azt állította, hogy a felmondási záradék nem érvényes, ha a szerződés felmondása a játékos egyoldalú döntése alapján történik a 2019–2020-as idény végétől, mindez a Barcelonával kötött szerződésében is szerepel. Néhány pillanat múlva a La Liga megismételte az augusztus 30-án közzétett nyilatkozatát. Később, az esti órákban Messi a Goalnak adott interjújában bejelentette, hogy amíg szerződése le nem jár, a csapatban folytatja pályafutását. Az interjúban továbbá azt állította, hogy többször is tájékoztatta a csapatot távozási szándékáról, Josep Maria Bartomeu klubelnök pedig erre azt mondta, minden szezon végén eldöntheti, hogy maradni vagy távozni akar, ám csak ő hivatkozott erre a záradékra. A támadónak így két lehetősége maradt: maradni vagy a bíróság elé állni, miközben erről így vélekedett: „ Soha nem mennék bíróság elé életem klubja ellen.”

##### 2020–21-es szezon
Szeptember 27-én utolsó idényét két tizenegyesgóllal indította, mely során a Villarreal ellen hazai környezetben 4–0-s győzelmet arattak. Két nappal az első forduló előtt ismét bírálta a klubot, ezúttal Luis Suárez távozásának módja miatt, és kijelentette: „Ebben az időszakban már semmi sem lep meg." Október 20-án büntetőből volt eredményes a Bajnokok Ligájában a Ferencváros elleni 5–1-es győzelem során, ezzel ő lett a történelem első játékosa, aki 16 egymást követő BL-idényben gólt szerzett. November 25-én jelölték a FIFA év férfi labdarúgója díjazására, később pedig bekerült a végső három jelölt közé. November 29-én csapata negyedik találatát jegyezte az Osasuna elleni 4–0-s siker alkalmával. Gólja után korábbi csapata, a Newell’s Old Boys mezét mutatta a közönségnek, ezzel tisztelegve a négy nappal korábban elhunyt argentin honfitársa, Diego Maradona előtt, majd mindkét kezét a kamerához emelte, és Maradona arcára mutatott. A pólón a korábbi, 1993-as szezonbeli mez volt, melyet egykoron Maradona a klubnál viselt. December 17-én harmadik lett az Év férfi játékosa szavazásán Robert Lewandowski és Cristiano Ronaldo mögött, és tizennegyedik egymást követő évben szerepelt a FIFA által összeállított FIFPro World XI-ben.
December 23-án megszerezte pályafutása 644. gólját a Barcelona színeiben a Real Valladolid ellen a La Ligában, megelőzve Pelét, a Santos korábbi játékosát, akinek a legtöbb gól fűződött a nevéhez egyetlen klubban. A mérföldkő megünneplése alkalmából a Budweiser egy személyre szabott üveg sört küldött azoknak a kapusoknak, akik ellen Messi eredményes volt. 2021. január 17-én klubbeli pályafutása alkalmával először állították ki erőszakos magatartás miatt (lekönyökölte Asier Villalibre fejét, a játékvezető nem vette észre, de a VAR-on keresztül felülvizsgálta). A Barcelona ekkor a Szuperkupa-döntőben a hosszabbítás utolsó perceiben szenvedett vereséget az Athletic Bilbaótól 3–2-re. Március 10-én 35 méterről szerzett gólt, majd tizenegyest hibázott a BL-nyolcaddöntő második mérkőzésén a Parc des Princesben a Paris Saint-Germain ellen, mely során 1–1-es döntetlen született, a Barcelona pedig ebben a szakaszban 14 év elteltével először esett ki, miután február 16-án hazai pályán 4–1-re kikapott, ott Messi szerezte az egyetlen gólját csapatának. Március 15-én két gólt jegyzett a Huesca elleni 4–1-re megnyert meccsen. Az első góljával ő lett a labdarúgás történetének első játékosa, aki 13 egymást követő szezonban legalább 20 gólt szerzett a top öt európai bajnokságot tekintve. Március 21-én felülmúlta Xavi rekordját, így elérte a 768 meccses klubrekordot, mely során a Real Sociedad ellen idegenben betalált, a találkozót 6–1-re nyerte meg a katalán gárda. Április 17-én két gól fűződött a nevéhez, ekkor a Király-kupa döntőjében 4–0-ra győzték le az Athletic Bilbaót. Második találatával megdöntötte Gerd Müller 12 egymást követő klubidényében jegyzett 30 plusz gólos csúcsát. A 35. megnyert trófeájával a Manchester United korábbi szélsőjét, Ryan Giggst előzte meg, így egyetlen klubot figyelembe véve a legkiválóbb labdarúgóvá vált. Május 16-án 30. bajnoki gólját jegyezte a Celta Vigo elleni 2–1-es hazai vereség során, a Barcelona mezében ez volt az utolsó gólja és mérkőzése.
Mint a szezon gólkirálya, pályafutása során már rekordnak számító nyolcadik alkalommal hirdették ki a Pichichi-trófea nyertesének. Ez az ötödik rekordgyőzelme volt a bajnokságban, megelőzve ezzel Alfredo Di Stéfanót és Hugo Sánchezt, akik négyszer döntöttek csúcsot.
Július 1-jén szerződése lejártával szabadon igazolhatóvá vált, a klub pénzügyi problémái miatt pedig az új megállapodásáról szóló tárgyalások megnehezültek. Augusztus 5-én a Barcelona bejelentette, hogy Messi nem marad a klubnál, annak ellenére, hogy mindkét fél megegyezett, és még aznap alá kellett volna írnia a szerződést. A csapat végül a La Liga által szabályozott pénzügyi és strukturális akadályokat említette a támadó távozásának okaként. A klubelnök, Joan Laporta szintén az előző vezetést hibáztatta távozása miatt, mondván: „Mindennek az a katasztrofális helyzet az alapja, amit az előző vezetés hagyott maga után." Majd hozzátette: „A várható adósság sokkal magasabb, és volt néhány átigazolásunk is, ami azt jelenti, hogy nem volt elég fizetési tartalékunk." Három nappal később, a Camp Nou-ban tartott sajtótájékoztatóján Messi könnyes szemekkel jelentette be, hogy elhagyja a gárdát.

#### Paris Saint-Germain

##### 2021–22-es szezon

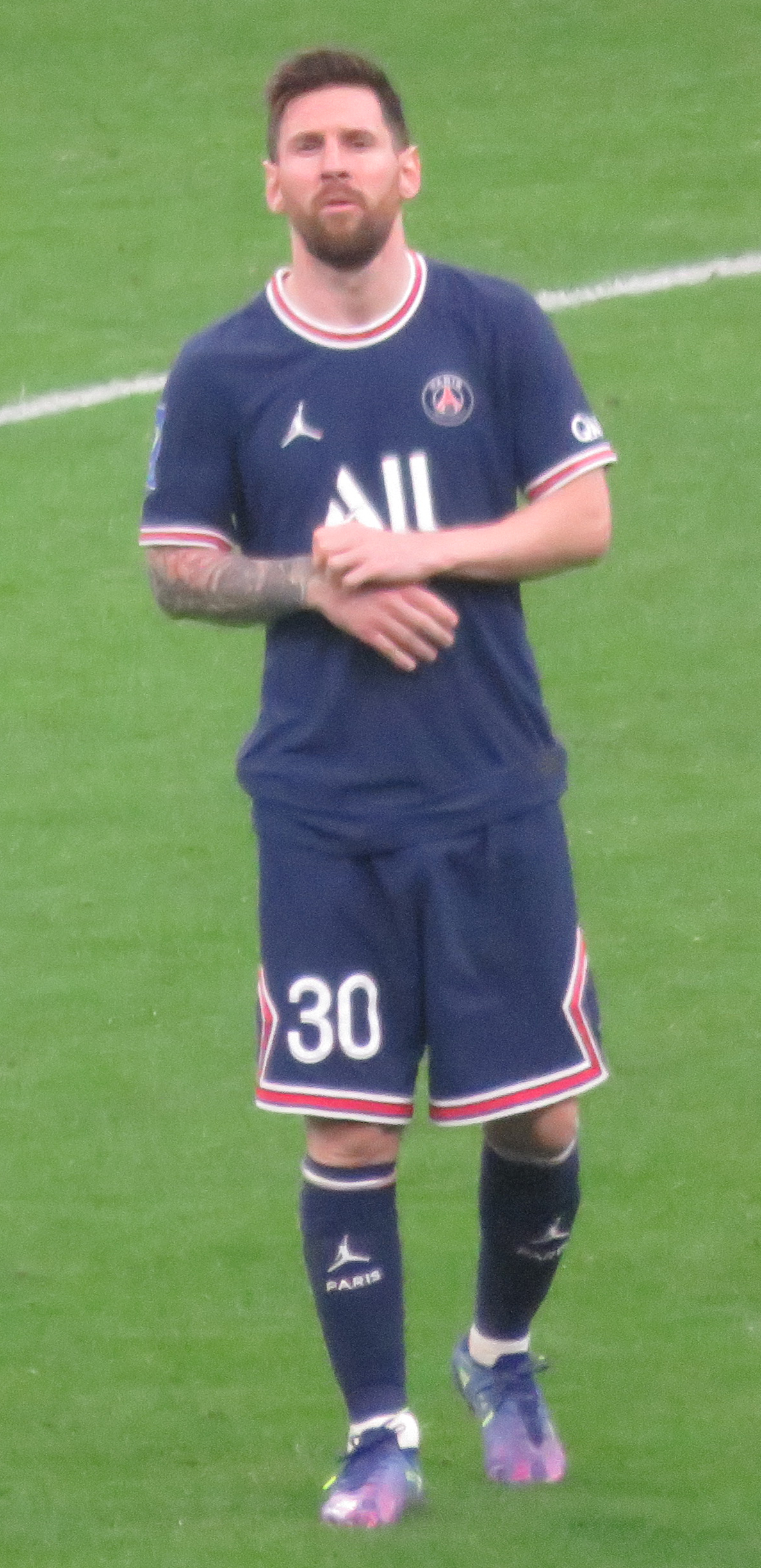
Messi a Paris Saint-Germain színeiben 2021-ben

Augusztus 10-én csatlakozott a francia Paris Saint-Germainhez. Két évre szóló, 2023 júniusáig tartó szerződést írt alá egy további évre szóló opcióval. A 30-as mezszámot választotta, melyet még akkor viselt, amikor profiként debütált a Barcelonában.
Augusztus 29-én debütált a párizsi klubban, csereként lépett pályára a Ligue 1-ben a második félidőben Reims elleni idegenbeli 2–0-s siker alkalmával. Szeptember 15-én a Club Brugge ellen lépett pályára először a Bajnokok Ligájában új csapatában, a találkozó 1–1-es döntetlennel zárult. Hazai pályán első mérkőzését a Lyon ellen játszotta, mely során 2–1-es győzelmet arattak.. Szeptember 28-án először volt eredményes a gárdában, miután 18 méterről a szélről talált be, Kylian Mbappéval való összjátéka után, a 2–0-s győzelemmel a Josep Guardiola vezette Manchester City ellen pedig ezzel bebiztosították a BL-csoportelsőséget. November 21-én első bajnoki gólját jegyezte a Nantes elleni 3–1-es hazai győzelem során. November 28-án mesterhármasa mellett gólpassz is fűződött a nevéhez pályafutása során ötödik alkalommal a Saint-Étienne ellen idegenben, ahol 3–1-re győztek.
Azzal, hogy egy naptári évben 40 gólt szerzett klub- és nemzetközi szinten, és megnyerte az argentin válogatottal a 2021-es Copa Américát, november 29-én megkapta hetedik Aranylabdáját.
2022. január 2-án a francia klub bejelentette, hogy Messi koronavírustesztje pozitív lett, emiatt két bajnokit és egy kupameccset kihagyni kényszerült. Január 23-án térhetett vissza a pályára, a félidőben állt be a Reims ellen, és egy gólpasszt adott a 4–0-ra megnyert mérkőzésen. Március 13-án, a Real Madrid elleni Bajnokok Ligája-kiesést követően Messit és csapattársát, Neymart kifütyülte PSG szurkolóinak egy része a Parc des Princes-ben, a Bordeaux elleni mérkőzésen. Mauricio Pochettino, a PSG akkori vezetőedzője megvédte az argentin játékost: „Messit így megítélni igazságtalan. Ez az egy év volt a tanulásról szólt, és nem csak szakmai szinten, amikor a Paris Saint-Germainhez jött, egy új bajnokságban és új csapattársakkal, hanem családi szinten is.” Az RC Lens elleni mérkőzésen csapata megszerezte tizedik bajnoki címét, ebben pedig neki is nagy szerepe volt, hiszen ő szerezte csapata egyetlen gólját a döntetlennel záruló találkozón. Minden sorozatot figyelembe véve az argentin játékos 11 góllal és 14 gólpasszal zárta első idényét a franciáknál. A 2005–06-os szezon óta először nem érte el a kétszámjegyű bajnoki gólt, hiszen összesen hat gólt lőtt a Ligue 1-ben.

##### 2022–23-as szezon
Miután beilleszkedett az új környezetébe, az új vezetőedző, Christophe Galtier irányítása alatt a játékos visszatérhetett az általa preferált támadói szerepkörbe, így hamar visszanyerte formáját. 2023. július 31-én ő szerezte csapata első gólját az új szezonban (a felkészülési meccseket nem számolva) a Nantes ellen, a francia szuperkupában. Ez volt az argentin játékos második trófeája a franciáknál.
Az előző szezonban mutatott formája miatt 2005 óta először nem került fel az Aranylabda-jelöltek harmincas listájára. Augusztus 21-én, a Lille OSC ellen mindössze nyolc másodperccel a középkezdést követően gólpasszt adott Kylian Mbappénak, aki ezzel a liga történetének második leggyorsabb gólját szerezte; ezt követően pedig ő maga is eredményes tudott lenni. Miután a következő mérkőzéseken hat gólban játszott szerepet a bajnokságban (öt gól és egy gólpassz), őt választották szeptember hónap legjobb játékosának. Október 5-én gólt szerzett a Benfica elleni Bajnokok Ligája-csoportmérkőzésen, ezzel ő lett az első olyan játékos, aki 40 különböző csapat ellen is be tudott találni a BL-ben. Október 25-én kétszer volt eredményes a Makkabi Haifa ellen 7–2-re megnyert csoportmeccsen, így a 23 tizenhatoson kívülről szerzett góljával ismét felállított egy rekordot. Négy nappal később gólt lőtt és gólpasszt adott a Troyes elleni bajnokin, ezzel továbbra is a góllövőlista élén állt. Ez a gól azt jelentette, hogy mindössze 18 meccs alatt 12 szerzett góljával felülmúlta tavalyi teljesítményét.
2023. február 26-án 700. felnőtt klubcsapatokban lőtt gólját szerezte az Olympique Marseille elleni rangadón, emellett pedig kiosztott egy gólpasszt is. Március 11-én pályafutása 300. gólpasszát jegyezte a Brest ellen megnyert találkozón. Május 2-án két hétre felfüggesztették és pénzbüntetésre ítélték, miután egy kereskedelmi megállapodás részeként engedély nélkül Szaúd-Arábiába utazott családjával. A látogatás miatt nem jelent meg az előző napi edzésen, a Lorient elleni mérkőzést követően. Egy nappal később bejelentették, hogy Messi a szezon végén, szerződése lejártát követően távozik a csapattól. Ezt követően több PSG-szurkoló követelte távozását a klubtól. Két nappal később bocsánatot kért a klubtól és a csapattársaitól, mondván, azt hitte, hogy a Lorient elleni meccs után szabadnapja lesz. Május 28-án gólt lőtt a Strasbourg ellen, amivel csapata bebiztosította összességében 11., sorozatban pedig 2. bajnoki címét. Ezzel ő lett minden idők legeredményesebb játékosa a legjobb öt bajnokság történelmében, 496 találattal.
Június 1-én a csapat edzője, Christophe Galtier bejelentette, hogy a Clermont elleni lesz Messi utolsó meccse a klubnál, a csapat pedig két nap múlva megerősítette távozását. A szezon végén bekerült a Ligue 1 szezon csapatába, emellett ő adta a legtöbb gólpasszt is a bajnokságban.

#### Inter Miami
Azt követően, hogy hivatalosan is bejelentették távozását Párizsból, szóba esett, hogy a játékos vissza fog térni Barcelonába, vagy Szaúd-Arábiába igazol a világ legjobban fizetett játékosaként, az el-Hilál csapatához. Döntését, hogy az Inter Miami labdarúgója lesz, 2023. június 5-én jelezte Joan Laporta Barcelona-elnöknek. Az FC Barcelona pénzügyi problémák miatt nem tudta szerződtetni, hiszen több játékost is el kellett volna adniuk a leigazolása érdekében.
Messi 2023. június 7-én bejelentette, hogy az Inter Miami csapatához szerződik. Ezt követően az MLS egy közleményben megosztotta, hogy az igazolást még nem tette hivatalossá a Miami. 2023. július 15-én hivatalosan is aláírt az amerikai csapathoz, két és fél éves szerződést kötve. Másnap egy élőben közvetített, La PresentaSÍon elnevezésű eseményen mutatták be a szurkolóknak, korábbi barcelonai csapattársával, Sergio Busquets-cel együtt.

##### 2023-as szezon
2023. július 21-én mutatkozott be a csapatban, a mexikói Cruz Azul ellen, rögtön egy szabadrúgásból volt eredményes. A 2023-as Ligák Kupája döntőjében ő nyitotta a gólok sorát a Nashville SC ellen, majd egy 10–9-re megnyert büntetőpárbaj után megszerezte első trófeáját a csapatban.
Augusztus 26-án az MLS-ben is bemutatkozhatott, a 60. percben csereként állt be a New York Red Bulls ellen, majd gólt szerzett, ezzel pedig véget vetett a Miami tizenegy meccses nyeretlenségi sorozatának a bajnokságban. Első gólját az alapszakaszban 89,7-es szavazati aránnyal a játéknap találatának választották. A Miami lemaradt a rájátszásról, a 14. helyen végzett a Keleti Főcsoportban, miután az utolsó hét mérkőzésén nyeretlen maradt. Október 30-án, az argentinokkal megnyert világbajnokság és a Ligue 1-trófea miatt megkapta nyolcadik Aranylabdáját. Őt választották a Time magazin Év Sportolójának, ezzel ő lett az első labdarúgó, aki elnyerte ezt a díjat.

##### 2024-es szezon
A 2024-es szezon során Messi rekordot döntött azzal, hogy egyetlen MLS-mérkőzésen öt gólpasszt adott, és egyúttal megdöntötte a legtöbb gólban való közreműködés rekordját is egy találkozón, összesen hattal, a New York Red Bulls elleni 6–2-es győzelem során. Október 2-án két góllal járult hozzá a Columbus Crew elleni 3–2-es győzelemhez, amellyel csapata megszerezte a Supporters' Shieldet – ez volt pályafutása 46. trófeája. Az alapszakasz utolsó, október 19-i mérkőzésén a New England Revolution ellen Messi megszerezte első mesterhármasát az Inter Miami színeiben a 6–2-es győzelem során. Az Inter Miami győzelme a Revolution ellen azt is jelentette, hogy a klub 74 ponttal zárta az alapszakaszt, ami MLS-rekordnak számít. Messi 19 mérkőzésen 20 gólt és 16 gólpasszt jegyzett az alapszakaszban, és ezzel az Inter Miami történetének legeredményesebb gólszerzője lett.
A Miami története során először jutott be a rájátszásba, de rögtön az első körben búcsúzott, miután két mérkőzésen vereséget szenvedett az Atlanta United FC ellen. Messi megszerezte első playoff-gólját a harmadik meccsen, amelyet 3–2-re vesztettek el. Az alapszakasz lezárultával őt választották az MLS legértékesebb játékosának (MVP).

### A válogatottban
Messi 2004 júniusában mutatkozott be Argentína színeiben, egy Paraguay elleni barátságos meccsen, az U-20-as válogatottban. 2005-ben tagja volt annak a csapatnak, amely megnyerte a hollandiai ifjúsági világbajnokságot. A tornán megkapta a legjobb játékosnak járó Aranylabdát és a legjobb góllövőnek járó Aranycipőt.
A felnőtt válogatottban 18 évesen, 2005. augusztus 17-én mutatkozott be, Magyarország ellen. A 63. percben cserélték be, majd a 65. percben rögtön ki is állították, miután Messi a mérkőzést vezető Markus Merk szerint lekönyökölte a mezét rángató Vanczák Vilmost. A döntést sokan vitatták, Maradona egyenesen azt állította, előre megfontolt döntésről volt szó. Messi Paraguay ellen tért vissza a csapatba, szeptember 3-án, a válogatott 1–0 arányban megnyert világbajnoki selejtezőjén. A meccs előtt azt nyilatkozta: „Ez egy újabb bemutatkozási lehetőség. Az első túl rövidre sikerült.” Később, Peru ellen először lépett kezdőként pályára a válogatottban. A mérkőzés után Pekerman szövetségi kapitány „kincs”-ként jellemezte Messit.
2009. március 29-én, a Venezuela elleni világbajnoki selejtezőn Messi először ölthette magára a válogatott legendás tízes mezét. Ez volt Diego Maradona első hivatalos meccse Argentína szövetségi kapitányaként. Argentína 4–0 arányban győzött, az első gólt pedig Messi szerezte.

#### 2006-os világbajnokság
Messi lábközépcsont-sérülése, amelynek következtében a 2005–06-os szezon utolsó két hónapját is kihagyni kényszerült, veszélyeztette világbajnoki részvételét. Ennek ellenére a 2006. május 15-én kihirdetett keretnek ő is tagja volt. A világbajnokság előtti utolsó felkészülési meccseken már pályára lépett, 15 percet játszott az argentin U-20-as válogatott elleni utolsó hazai meccsen, majd a 64. percben szállt be csereként az utolsó barátságos meccsen, Angola ellen, Nápolyban. A vb első csoportmeccsén a cserepadról nézte végig Argentína Elefántcsontpart elleni győzelmét. A következő meccsen, Szerbia ellen Messi lett minden idők legfiatalabb argentin világbajnoki résztvevője, amikor a 74. percben Maxi Rodríguezt váltva pályára lépett. Becserélése után egy percen belül gólpasszt adott Hernán Crespónak, majd ő állította be a 6–0-s végeredményt. Ezzel a torna legfiatalabb, minden idők hatodik legfiatalabb világbajnoki góllövője lett. A következő, Hollandia elleni 0–0 alkalmával Messi a kezdőcsapat tagja volt. A Mexikó elleni nyolcaddöntőben a 84. percben csereként lépett pályára, 1–1-es állásnál. Gólt szerzett, amit les miatt érvénytelenítettek, Argentína pedig egy a hosszabbításban szerzett góllal jutott tovább. A Németország elleni negyeddöntőn Pekerman szövetségi kapitány nem cserélte be Messit, Argentína pedig 4–2 arányban tizenegyesekkel búcsúzott.

#### 2007-es Copa America
Messi 2007. június 29-én játszotta első meccsét a Copa Americán, ekkor Argentína 4–1-re verte az Egyesült Államokat. A meccsen Messi irányítóként játszott. Előkészített egy gólt csatártársának, Hernán Crespónak, és számos kapura lövése is volt. A 79. percben Carlos Tévez váltotta Messit, aki pár perccel becserélése után be is talált.
A második meccset Kolumbia ellen játszotta Argentína. A mérkőzésen Messi 1–0-s kolumbiai vezetésnél tizenegyest harcolt ki, amelyet Crespo értékesített. A harmadik gólban is szerepet játszott: a tizenhatoson kívül szabálytalankodtak vele szemben, Juan Román Riquelme pedig gólt szerzett a megítélt szabadrúgásból, 3–1-re növelve az argentin előnyt. A 4–2-es győzelemmel Argentína bejutott a torna negyeddöntőjébe.
A harmadik mérkőzésen, Paraguay ellen a szövetségi kapitány a biztos továbbjutás tudatában pihentette Messit. A 64. percben csereként lépett pályára Esteban Cambiasso helyén, 0–0-s állásnál. A 79. percben Javier Mascheranónak készített elő egy gólt. A negyeddöntőben, Peru ellen ő lőtte a mérkőzés második gólját Riquelme passzából. A végeredmény 4–0 lett. A Mexikó elleni elődöntőben Argentína 3–0 arányban győzött, többek között Messi átemelős góljával. A döntőben a csapat 3–0-s vereséget szenvedett Brazíliától.

#### Pekingi olimpia, 2008
A Barcelona először nem engedte el játékosát a 2008-as olimpia labdarúgótornájára, majd később megmásította a döntését, miután Messi beszélt Josep Guardiola vezetőedzővel. Messi csatlakozott az argentin olimpiai válogatotthoz, és ő lőtte a Elefántcsontpart elleni 2–1-es győzelemmel végződő csoportmeccs első gólját. Legközelebb a negyeddöntőben volt eredményes, Hollandia ellen. Az első gólt ő szerezte, a másodiknál pedig ő adta a gólpasszt Ángel Di Maríának a 2–1-es argentin győzelemmel végződő, hosszabbításos találkozón. Játszott a Brazília ellen 3–0-ra megnyert elődöntőn is, a Nigéria elleni döntőben pedig Di María az ő passzából lőtte az 1–0-s győzelmet jelentő gólt.

#### 2010-es világbajnokság
Messi az argentin válogatott vezéregyéniségeként indult a 2010-es dél-afrikai vb-n, azonban korántsem hozta a várt teljesítményt. Az első Nigéria elleni találkozón hiába próbálkozott jó néhány kapuralövéssel, egyszer sem tudott a hálóba találni. Dél-Korea ellen hasonló volt a helyzet. Hiába akarta mindenáron a gólt, védői vagy túl erősen fogták, vagy pedig csak a balszerencsén múlott hogy nem ment be, viszont csapata minden góljában volt szerepe. A Görögország elleni meccsen először viselhette a csapatkapitányi karszalagot, mivel Mascherano nem volt a pályán, és majdnem meghálálta ezt a tisztséget, mivel óriási helyzetből kapufát lőtt. A válogatottal simán túljutottak Mexikón, Carlos Tévez lesgóljánál ő adta a gólpasszt. A negyeddöntőben viszont csúfos, 4–0-s vereséggel búcsúztak Németország ellen.

#### 2011-es Copa América
Maradona utóda Sergio Batista lett, akivel a gárda megnyerte az olimpiát. Batista nyilvánosan kijelentette, hogy Messi köré kívánja építeni a csapatot, hamis kilencesként alkalmazva őt a 4–3–3-as rendszerében, ahogyan klubja is eljárt ezzel kapcsolatban. A 2010–2011-es idényben ugyan rekordszámú, 53 találatot jegyzett, a válogatottban viszont 2009 márciusa óta nem volt eredményes. A taktikai váltás ellenére a góltalanság folytatódott a 2011-es Copa Americán, melynek az argentin válogatott volt a házigazdája. Az első két meccsük, Bolívia és Kolumbia ellen döntetlenre végződött. A média és a szurkolók megjegyezték, hogy nem jött ki jól csatártársával, Carlos Tévezzel, aki nagyobb népszerűségnek örvendett az argentin drukkerek körében, így ennek következtében Messit pályafutása során először fütyülték ki hazája szimpatizánsai. A sorsdontő mérkőzésen, Tévezzel a kispadon remek teljesítményt nyújtott, és két góllal vette ki a részét Costa Rica 3–0-s legyőzésében. Miután az Uruguay elleni negyeddöntő hosszabbítást követően 1–1-re végződött, mely során az egyenlítő gólt ő szerezte, a későbbi bajnoktól a tizenegyesrúgások után 5–4-re kaptak ki.

#### 2011–2013: A válogatott csapatkapitánya

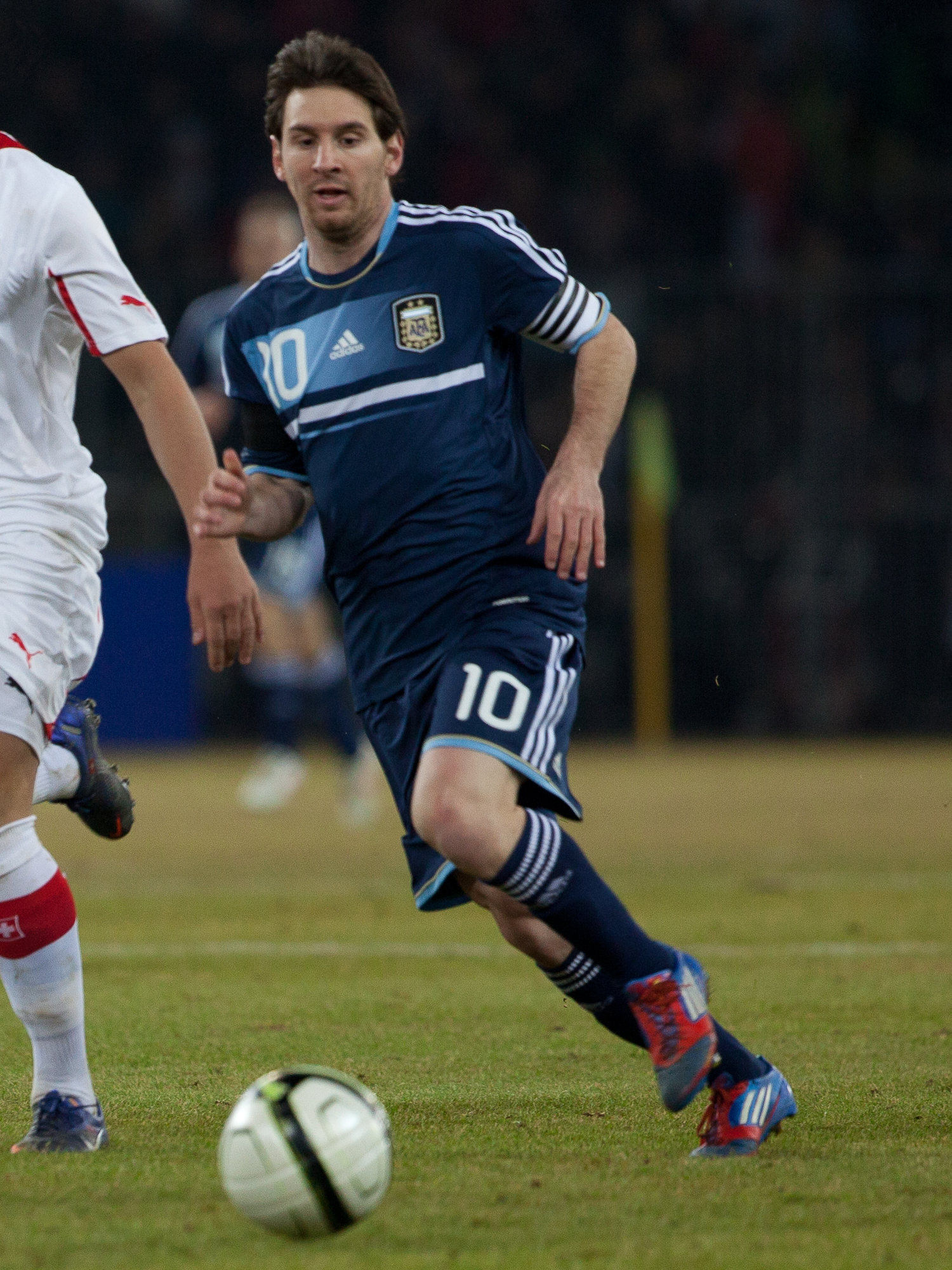
Messi első mesterhármasát a válogatottban Svájc ellen szerezte 2012-ben

A sikertelen Copa América szereplés után Batistát Alejandro Sabella váltotta, aki 2011 augusztusi kinevezésekor a 24 éves Messit nevezte ki csapatkapitánynak, Javier Mascheranóval egyetértésben, akitől megörökölte a karszalagot. A visszafogottságáról ismert támadó a legjobb játékosként példát mutatva vezette csapatát, míg Mascherano továbbra is a motiváló szerepkört töltötte be. A csapat további átalakításokon esett át, így Sabella kirakta a keretből Tévezt, és olyan játékosokat hívott be, akikkel Messi megnyerte az ifjúsági világbajnokságot és az olimpiát. Egy javuló tendenciát mutató gárdában a szabadon játszó csatár góltalanságának azzal vetett véget, hogy október 7-én a Chile elleni vb-selejtező mérkőzésen gólt szerzett, ami első találata volt a nemzeti tizenegyben két és fél év után.
Sabella irányításával Messi góllövési aránya jelentősen megnőtt, korábbi menedzserei vezényletével 61 meccsen mindössze 17 gól fűződött a nevéhez, míg a következő három év során 32 meccsen 25-ször volt eredményes. 2012-ben 9 meccsen 12 gólt jegyzett, ami megegyezett Gabriel Batistuta rekordjával, melyet ő tartott a válogatottban az egy naptári évben szerzett gólokat tekintve. Első nemzetközi mesterhármasát 2012. február 29-én, a Svájc elleni barátságos mérkőzésen érte el, ezt pedig további kettő követte a Brazília és Guatemala elleni barátságos találkozókon. Ezt követően 2013. szeptember 10-én, a 2014-es világbajnoki selejtezőn a Paraguay felett aratott 5–2-es győzelem során segített a csapaton, ekkor kétszer volt eredményes büntetőből. Ennek eredményeként 37 góljával a válogatott második legjobb góllövője lett Batistuta mögött. A selejtezősorozat folyamán 14 összecsapáson 10 gólt szerzett. Kiváló teljesítményének köszönhetően javult a kapcsolata is csapattársaival, ezt az országban fokozatosan kedvezőbben fogadták.

#### 2014–2015: A világbajnoki és a Copa América finálé

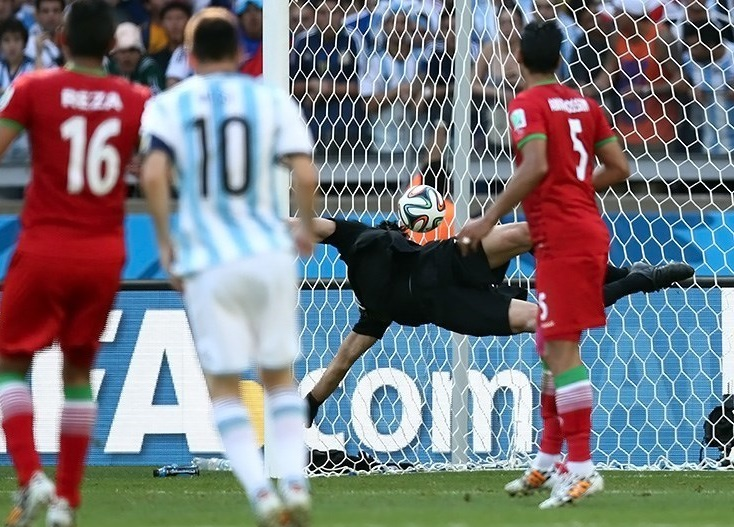
Messi 25 méterről szerzett szabadrúgásgólja az Irán elleni második csoportmérkőzésen győzelmet ért Argentínának a 2014-es világbajnokságon

A brazíliai világbajnokság előtt továbbra is kétségek támadtak Messi formáját illetően, mivel sikertelen és sérülésekkel sújtott szezont zárt a Barcelonával. A torna elején azonban kiváló teljesítménnyel rukkolt elő, az első négy meccsükön ugyanis a meccs emberének választották. Csapatkapitányként első találkozója a Bosznia-Hercegovina elleni 2–1-es győzelem volt, mely során nagy szerepe volt Sead Kolašinac öngóljában, illetve a második találatát úgy szerezte, hogy három játékost kicselezve juttatta a kapuba a labdát. Ez volt az első gólja világbajnokságon, mióta nyolc évvel korábban debütált a tornán. A második, Irán elleni meccsen 25 méterről szerzett gólt, csapata 1–0-s győzelemmel zárta a meccset, így bebiztosította a továbbjutást az egyenes kieséses szakaszba. Az utolsó csoportmérkőzésen kétszer volt eredményes, Nigéria felett 3–2-es győzelmet arattak, a második gólját szabadrúgásból szerezte, melynek köszönhetően csoportelsőként végeztek. A nyolcaddöntőben Svájc ellen a hosszabbításban jegyzett gólt, ezzel 1–0-ra nyertek, majd Belgium ellen 1–0-ra diadalmaskodtak a negyeddöntőben, így bejutottak az elődöntőbe 1990 után először. A hosszabbítást követően a Hollandia elleni 0-0-ra végződő találkozón a tizenegyespárbajban 4–2-re győztek, így kvalifikálták magukat a fináléba, ekkor Messi csapata első tizenegyesét sikerrel végezte el.

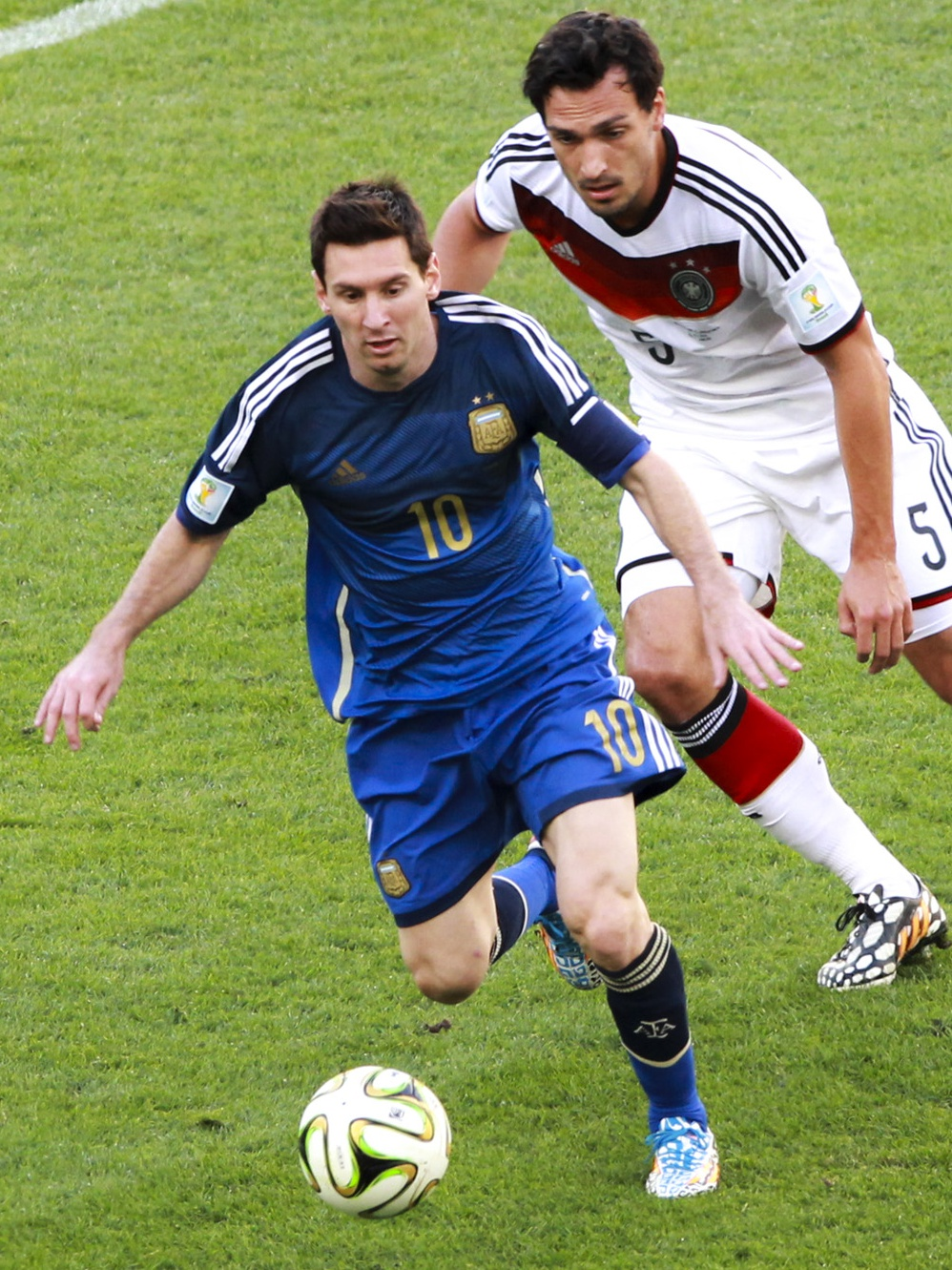
Messi Mats Hummelsszel harcol a labdáért Németország ellen a 2014-es világbajnokság döntőjében

Messi számára különös jelentőséggel bírt a döntő, ugyanis a világ legjobb játékosa a legjobb csapat ellen mérette meg magát, a mérkőzés gyakorlatilag az 1990-ben történő összecsapás megismétlése volt, ahol Diego Maradona is pályára lépett. Az első fél órát követően éphhogy eredményes volt, de les miatt érvénytelenítették találatát. A meccs során több lehetőséget is kihagyott, különösen a második játékrész elején, amikor lövése a távolabbi kapufához közel hagyta el a játékteret. A csereként beálló Mario Götze végül a 113. percben szerezte a gólt, majd ezt követte egy Messi-szabadrúgás, mely a hálót érintette, így Németország 1–0-ra győzött, ezzel pedig megnyerte a világbajnokságot. Messi, mint a torna legjobb játékosa, Aranylabdát kapott. Amellett, hogy négy góljával és gólpasszával ő lett a harmadik legjobb gólszerző, ő alakította ki a legtöbb gólhelyzetet, a legtöbb futást cselezve, továbbá a legtöbb passzt adta a büntetőterületen belülre, és a legtöbb esernyőcselt produkálta a versenyen. Azzal, hogy megnyerte a díjat, kevesebb gólja miatt több kritikát kapott. Joseph Blatter, a FIFA elnöke is meglepődésének adott hangott, míg Maradona is hangsúlyozta, hogy méltatlanul választották meg a díjra.
A 2015-ös, Chilében megrendezett Copa América Messi harmadik ilyen jellegű tornája volt. A Barcelona korábbi menedzsere, Gerardo Martino irányításával Argentína a világbajnokságon elért második helyezése következtében címvédőként nevezett a megmérettetésre. A Paraguay elleni nyitómérkőzésen az első félidőig két góllal vezettek, de előnyüket elveszítve 2–2-es döntetlennel zárták a meccset. Messi tizenegyesből volt eredményes, ez volt az egyetlen gólja a kiírás során. Az Uruguay elleni 1–0-s győzelem után Messi 100. válogatottságát játszotta az utolsó csoportmérkőzésen, ahol 1–0-ra verték meg Jamaicát, ezzel ő lett az ötödik argentin, aki elérte ezt a mérföldkövet. 100 találkozóján 46 gólt szerzett, ebből 22-t hivatalos versenyeken.
Ahogyan a szimbolikus kapitányságból igazi vezéregyéniséggé fejlődött, úgy Argentínát csoportgyőztesként vezette az egyenes kieséses szakaszba. A negyeddöntőben számos helyzet fűződött a nevükhöz Kolumbia ellen, köztük Messi kipattanó fejese, de az ellenfél kapusa többször is hárított, így végül gól nélkül fejezték be a meccset, az 5–4-re megnyert büntetőpárbajban a támadó az első tizenegyest eredményesen rúgta a kapuba. Az elődöntőben három gólpasszt adott, és három gólt jegyzett a Paraguay felett aratott 6–1-es siker alkalmával, mely során kezdetben az ellenfél közönségétől is tapsott kapott. Argentína a döntő favoritjának számított, a 0–0-ra végződő találkozón a hosszabbítás után a tizenegyespárbajban viszont 4–1-re maradtak alul Chilével szemben. Az egyetlen berúgott büntető Messi nevéhez fűződött. A torna végén a hírek szerint őt választották a legértékesebb játékos díjra, de az elismerést elutasította. Argentína tehát 1993 óta maradt trófea nélkül, a vereség pedig újra kritikát váltott ki Messi kapcsán az argentin média és szurkolók részéről.

#### 2016–2017: A harmadik Copa América finálé, a visszavonulása és a visszatérése
Messi játéka a 2016-os jubileumi Copa Américán megkérdőjeleződött, miután 2016. május 27-én a Honduras elleni barátságos mérkőzésen, melyet 1–0-ra nyertek meg, hátsérülést szenvedett. Később arról számoltak be, hogy mély zúzódást szenvedett az ágyéki régiójában. A június 6-i, bajnoki címvédő Chile elleni 2–1-es győztes nyitómeccsen a kispadon hagyta a tréner, mivel aggályai voltak az erőnlétével kapcsolatban. A június 10-i, Panama elleni második csoportmérkőzésre már játékra alkalmasnak nyilvánították, ám Martino ismét nem nevezte a kezdőbe, de a 61. percben Augusto Fernández helyére küldte be, ezt követően pedig 19 perc alatt mesterhármast jegyzett, majd Sergio Agüerónak gólpasszt is adott, a meccs így 5–0-s sikerrel zárult számukra, ezzel Argentína negyeddöntős lett. Teljesítményének köszönhetően a meccs emberének is megválasztották.
Június 18-án a Venezuela elleni negyeddöntő során újra a meccs emberének választották, mivel két gólt és gólpasszt jegyzett, mellyel 4–1-es sikert arattak, ez által pedig megdöntötte Gabriel Batistuta rekordját, hiszen nemzetközi találkozókon 54 gól fűződött a nevéhez. Az elődöntőben a házigazda Egyesült Államok ellen kétszer volt eredményes, Argentína pedig második egymást követő évében jutott a verseny döntőjébe a 4–0-s győzelem után, és őt ismét megválasztották a mérkőzés emberének.
Az előző év június 26-i fináléjának megismétlését követően Argentína egy 0–0-s döntetlen után ismét kikapott Chilétől a büntetőpárbajban, így Messi zsinórban harmadik vereségét szenvedte el a válogatottal egy nagytorna döntőjében. A meccs után, mely során kihagyta a büntetőt, bejelentette, hogy visszavonul a nemzeti tizenegytől: „Megpróbáltam minden tőlem telhetőt. A csapat véget ért számomra, a döntésem megszületett.” Juan Antonio Pizzi, Chile edzője a találkozót követően így nyilatkozott: „Az én generációm nem tudja őt összehasonlítani Maradonával, pedig ez nekik szól, de szerintem a valaha volt legjobb játékos, aki ma itt játszott az Egyesült Államokban.” Messi a második legeredményesebb játékosként zárta a tornát Eduardo Vargas mögött, négy gólpasszával a legeredményesebb teljesítményt nyújtotta, emellett többször részesült a mérkőzés embere díjban, mint bármely más játékos a kiírás során. Beválasztották a torna csapatába, de lemaradt a legjobb labdarúgónak járó elismerésről, az Aranylabdáról, melyet Alexis Sánchez kapott meg.
Bejelentését követően egy kampány indult Argentínában, hogy ezzel meggondolja magát visszavonulása mellett. A szurkolók a „Ne menj Leo” felirattal fogadták, amikor a csapat leszállt Buenos Airesben. Argentína elnöke, Mauricio Macri felszólította Messit, hogy ne adja fel, és kijelentette: ”Szerencsések vagyunk, ez az élet egyik öröme, Isten ajándéka, hogy a világ legjobb játékosa lehet egy olyan futballországban, mint a miénk. Lionel Messi a legnagyobb dolog, amink van Argentínában, és vigyáznunk kell rá.” Buenos Aires polgármestere, Horacio Rodríguez Larreta felavatta Messi szobrát a fővárosban, hogy átgondolja a történteket visszavonulásáról. A kampány az argentin főváros utcáin és sugárútjain is folytatódott, július 2-án mintegy 50 000 támogató indult el a Buenos Aires-i obeliszkbe ugyanazzal a szlogennel.

##### Visszatérése
Mindössze egy héttel azután, hogy bejelentette visszavonulását, az argentin La Nación újság arról számolt be, miszerint fontolóra veszi, hogy újra a válogatottban játsszon a 2018-as világbajnokság szeptemberi selejtezőin. Augusztus 12-én megerősítést nyert, hogy visszavonta döntését, és bekerült a világbajnoki selejtezők keretébe. Szeptember 1-jén gólt szerzett az Uruguay elleni hazai selejtező mérkőzésen, ennek köszönhetően 1–0-s győzelmet könyveltek el.

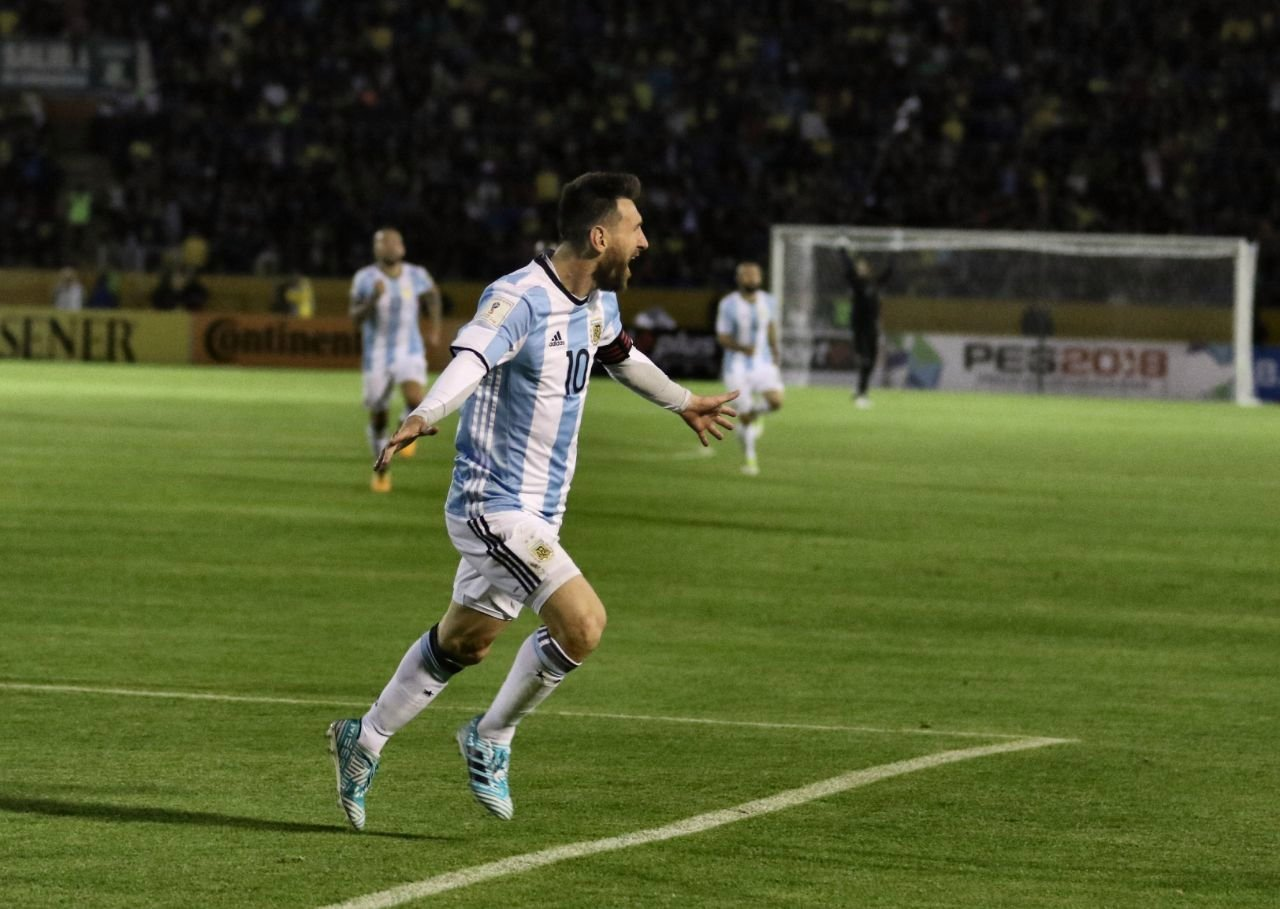
Messi mesterhármasát ünnepli Ecuador ellen 2017-ben, mely által Argentína kvalifikálta magát a 2018-as világbajnokságra

2017. március 28-án négy nemzetközi találkozóról tiltották el, mert a március 23-i Chile elleni meccsen sértően beszélt a játékvezető egyik asszisztensével, emiatt 10 000 svájci frank értékű pénzbírságot is kapott. Május 5-én eltiltását és büntetését a FIFA feloldotta, miután az Argentin labdarúgó-szövetség fellebbezést nyújtott be, ez azt jelentette, hogy Argentína hátralévő selejtezőin már pályára léphetett. Argentína 2018-as világbajnokságon való részvétele veszélybe került az utolsó csoportmeccsre, mivel csoportjukban a hatodik helyen álltak az öt elérhető CONMEBOL selejtezőhelyén kívül, így fennállt a veszélye annak, hogy 1970 után nem jutnak ki a világbajnokságra. Október 10-én az Ecuador elleni meccsen Messi mesterhármast szerzett, így idegenben 3–1-re diadalmaskodott csapata, 2001 után először tudtak nyerni Quitóban. Messi 21 góljával a selejtezősorozat gólkirálya lett Luis Suárez mellett, túlszárnyalva ezzel honfitársa, Hernán Crespo teljesítményét.

#### 2018-as világbajnokság
A gyenge selejtezősorozatukat tekintve nem voltak túl nagyok az elvárások a 2018-as világbajnokságra, hiszen a csapat egy sérült Messi nélkül 2018 márciusában 6–1-re kapott ki Spanyolországtól. Az argentinok első találkozója előtt találgatások zajlottak arról, hogy ez lesz Messi utolsó világbajnoksága. A csapat június 16-i, Izland elleni nyitómeccsén kihagyott egy büntetőt, így a végeredmény 1–1 lett. Június 21-én a második mérkőzésen 3–0-s vereséget szenvedtek Horvátországtól. A meccs után a vezetőedző, Jorge Sampaoli a Messit körülvevő csapat minőségi hiányáról beszélt, és azt mondta: "Egyszerűen nem tudtunk neki passzolni, hogy segítsünk neki a tőle megszokott helyzetek kialakításában. Dolgoztunk azon, hogy neki adjuk a labdát, de az ellenfél is keményen dolgozott, hogy megakadályozza őt a labdaszerzésben. Ezt a csatát elveszítettük." A horvát gárda csapatkapitánya és középpályása, Luka Modrić is kijelentette a találkozó után, hogy Messi hihetetlen játékos, de nem tud mindent egyedül megcsinálni. Június 26-án, az utolsó csoportmérkőzésükön a szentpétervári Kresztovszkij Stadionban Messi nevéhez fűződött az első gól a Nigéria elleni 2–1-re megnyert összecsapáson, így Diego Maradona és Gabriel Batistuta után a harmadik argentin lett, aki három különböző világbajnokságon is betalált, emellett ő lett az első játékos, aki gólt szerzett a világbajnokságon tinédzser korában, illetve a huszas és a harmincas éveiben. A torna gólja lett, miután a középpályáról egy hosszú indítást kapott, és kétszer indította magát a labdával futás közben, majd a gyengébbik lábával a kapuba vágta azt. Később a mérkőzés embere elismerést is megkapta. Argentína csoportmásodikként jutott be a következő körbe Horvátország mögött. A június 30-i, Franciaország elleni nyolcaddöntőben beállította Gabriel Mercado és Sergio Agüero góljainak számát a 4–3-as vereség során, ezzel pedig búcsúzni kényszerültek a tornától. A második találkozón két asszisztjával ő lett az első olyan játékos, aki gólpasszt jegyzett az elmúlt négy világbajnokságon, és ő lett az első labdarúgó, aki két gólpasszt adott az argentin válogatottban, miután Maradonának ez a bravúr fűződött a nevéhez Dél-Korea ellen 1986-ban.

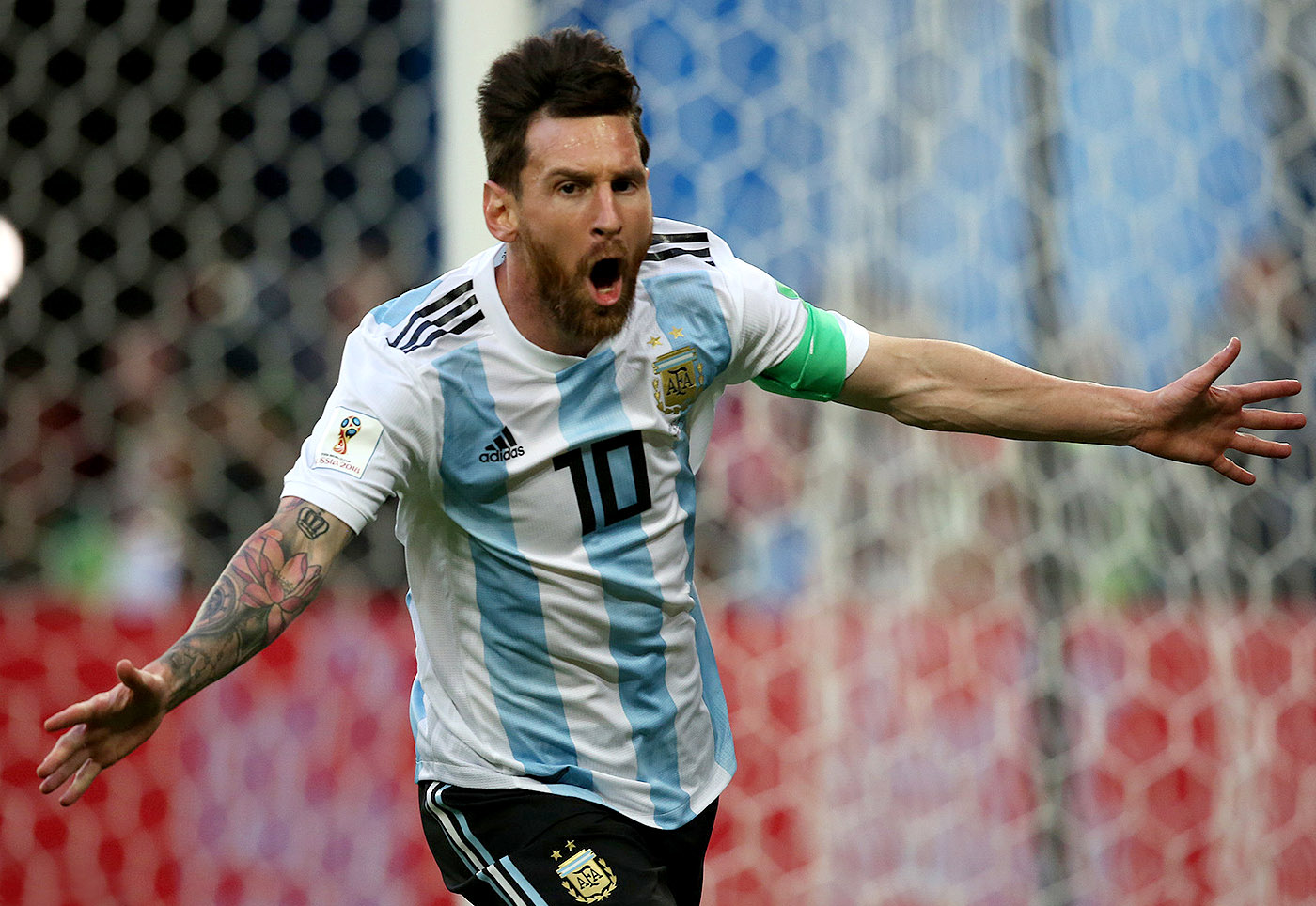
Messi gólját ünnepli Nigéria ellen a 2018-as világbajnokságon

A tornát követően kijelentette, hogy nem vesz részt a szeptemberi, Guatemala és Kolumbia elleni barátságos mérkőzéseken, és megjegyezte, nem valószínű, hogy a naptári év hátralévő részében képviselné nemzetét. Távolléte a nemzeti csapattól, valamint az, hogy továbbra sem tudott trófeákat nyerni, a médiában azt a találgatást váltotta ki, hogy esetleg ismét visszavonul a nemzeti színektől. 2019 márciusában azonban ismét behívták a keretbe a Venezuela és Marokkó elleni barátságos mérkőzésekre. Március 22-én tért vissza végül, a Madridban zajló Venezuela elleni találkozón 3–1-re maradtak alul.

#### 2019–2020: Copa América bronzérem, eltiltás
Május 21-én bekerült Lionel Scaloni szűkített, 23 fős keretébe a 2019-es Copa Américára. Június 19-én, a második csoportmeccsen a Paraguay elleni 1–1-es döntetlen során az egyenlítőgólt szerezte büntetőből. Június 28-án, a Venezuela elleni 2–0-ra megnyert negyeddöntőben a Maracanã Stadionban a média bírálta teljesítményét, ő pedig megjegyezte, hogy nem ez volt a legjobb Copa Américája, továbbá kritikával illette a pálya minőségét. Július 2-án, miután 2–0-s vereséget szenvedtek az elődöntőben Brazília ellen, a játékvezetést bírálta, és azt állította, hogy a trófeát Brazíliának szánták. A július 6-i, Chile elleni bronzmeccsen Agüero gólját követően szabadrúgásból volt eredményes, a mérkőzés végeredménye 2–1 lett csapata javára, így megszerezték a bronzérmet. A 37. percben ugyanakkor kiállították, a chilei hátvéddel, Gary Medellel együtt, mivel összetűzésbe keveredtek a találkozó folyamán. Az összecsapást követően megtagadta az érem átvételét, és egy mérkőzést követő interjúban arra utalt, hogy az elődöntő utáni megjegyzései vezették az eltiltáshoz. Később bocsánatot kért kijelentéseiért, ám mégis 1500 dolláros pénzbírságot kapott, továbbá egy meccses eltiltást a CONMEBOL-tól, ez által nem játszhatott a következő világbajnoki selejtezőmérkőzésen. Augusztus 2-án három hónapra tiltották el a válogatott szerepléstől, és 50 000 dolláros pénzbírsággal sújtotta a CONMEBOL a játékvezető ellen tett kijelentései miatt, ez pedig azt jelentette, hogy kihagyni kényszerült a szeptemberi és októberi barátságos találkozókat Chile, Mexikó és Németország ellen. November 15-én a Superclásicón Brazília ellen a büntetőrúgását követő kipattanó után jegyzett gólt. 2020. október 8-án az Ecuador elleni 1–0-s győzelem alkalmával tizenegyesből talált a kapuba, így Argentína győzelemmel kezdte a 2022-es világbajnoki selejtezősorozatot.

#### 2021: A Copa América győzelem
2021. június 14-én szabadrúgásból szerzett gólt Chile ellen a Brazíliában zajló Copa América nyitómeccsén, a találkozó 1–1-es döntetlennel ért véget. Június 21-én a 147. mérkőzését játszotta a harmadik meccsén, így beérte Javier Mascherano csúcsát, ami a legtöbb pályára lépést illeti, Paraguay ellen 1–0-s győzelmet arattak. Egy héttel később rekordot döntött, amikor az utolsó csoporttalálkozón Bolívia ellen pályára lépett, a 4–1-es győzelemből úgy vette ki részét, hogy gólpasszt adott Papu Gómeznek, majd kétszer volt eredményes. Július 3-án két asszisztot osztott ki, majd szabadrúgás gólt szerzett a negyeddöntőben Ecuador ellen, mely során 3–0-s sikert könyveltek el. Július 6-án, a Kolumbia elleni elődöntőben 150. alkalommal játszott hazája színeiben, és ötödik gólpasszát jegyezte a tornán, melyet Lautaro Martíneznek adott, ez pedig az öt évvel korábbi kilenc gólos rekordjával egyezett meg egyetlen tornát tekintve. Az 1–1-es döntetlent követően a tizenegyespárbajban a kapuba rúgta büntetőjét, végül 3–2-re diadalmaskodva bejutott ötödik nemzetközi dőntőjébe. Július 10-én, a házigazda Brazíliát 1–0-ra legyőzve Argentína megnyerte a nemzetközi kiírást, így Messi megszerezte profi pályafutása első válogatott trófeáját, a válogatott pedig szintén az elsőt 1993 után, összességében pedig a 15. Copa América címét. Messi a nemzeti tizenegy 12 góljából kilenc alkalommal vette ki a részét négy góljával és öt gólpasszával, a teljesítménye által pedig a torna játékosának választották, mely elismerésen Neymarral osztozott. A tornát gólkirályként zárta négy találatával holtversenyben a kolumbiai Luis Díazzal, bár az aranycipőt ő kapta, mivel több gólpassz fűződött a nevéhez.
Szeptember 9-én mesterhármast ért el a Bolívia elleni 3–0-s győzelem során a 2022-es világbajnoki selejtezőn, ezzel Pelét szárnyalta túl, mivel 79 góljával a legjobb dél-amerikai válogatott góllövő lett.

#### 2022: A világbajnoki cím
Június 2-án, a 2022-es Finalissima döntőjében két gólpasszt osztott ki Olaszország ellen, csapata pedig 3–0-ra győzött. Ezzel Messi begyűjtötte második rangos trófeáját Argentína színeiben, később pedig a meccs emberének is őt választották. Június 6-án, Észtország elleni barátságos mérkőzésen ötször talált a kapuba, ezzel megelőzte Puskás Ferencet az örökös nemzetközi góllövőlistán.
A 2022-es FIFA-világbajnokságon 36 év után az első világbajnoki győzelméhez vezette Argentínát, a döntőben kétszer is betalált Franciaország ellen. A tornán szerzett hét gólja és három gólpassza révén Messi ismét elnyerte a torna legjobb játékosa díjat, ezzel ő lett az első játékos, aki kétszer is megkapta ezt az elismerést. A döntőben való szereplésével új rekordokat állított fel: a világbajnokságok történetében a legtöbb mérkőzésen lépett pályára (26 mérkőzés) és ő szerezte a legtöbb kanadai pontot is (21 – 13 gól és 8 gólpassz).

#### 2023–: Az újabb Copa América győzelem
Egy 2023-as barátságos mérkőzésen Curaçao ellen szerzett mesterhármasával Messi elérte a 100 válogatott gólos álomhatárt, ezzel ő lett a harmadik játékos és az első dél-amerikai, akinek ez sikerült. Még ugyanabban az évben egy Peru elleni gólja révén Messi lett minden idők legeredményesebb labdarúgója a CONMEBOL világbajnoki selejtezők történetében. A 2024-es Copa América elődöntőjében Kanada ellen szerezte első és egyetlen találatát a tornán, amivel ő lett minden idők második legeredményesebb válogatott gólszerzője. Argentína végül megnyerte a döntőt Kolumbia ellen, ezzel megszerezve második egymást követő Copa América-címét. Messi egy góllal és egy gólpasszal járult hozzá a sikerhez, és egy újabb rekordot döntött: ő lett ebben a sorozatban legtöbbször pályára lépő futballista 39 mérkőzéssel.

## Magánélete
Messi korábban a nála négy évvel fiatalabb, szintén rosariói Macarena Lemosszal volt kapcsolatban. Állítólag a lány apja mutatta be őket egymásnak, amikor Messi Rosarióban lábadozott sérüléséből a 2006-os világbajnokság előtt. Ezt követően egy argentin modellel, Luciana Salazarral járt. 2009 januárjában pedig azt nyilatkozta a katalán Canal 33 tévécsatorna „Hat Trick Barca” című műsorának: „Van egy barátnőm, aki Argentínában él. Boldog vagyok és kiegyensúlyozott”. Ezután együtt látták Antonella Roccuzzoval. Messi a Barcelona–Espanyol rangadó után is együtt volt a lánnyal, Antonellával, a katalóniai Sitges-ben. Roccuzzo kisasszony is rosariói lakos. 2012. november 2-án született meg közös gyermekük, Thiago Messi Roccuzzo. 2015. szeptember 11-én megszületett 2. közös gyermekük, Mateo Messi Roccuzzo. 2018. március 10-én Antonella 3. fiuknak is életet adott, aki a Ciro Messi Roccuzzo nevet kapta.
Messi szerepelt a Pro Evolution Soccer 2009 játékprogram borítóján, és részt vett a játékot népszerűsítő kampányban. Fernando Torresszel együtt ő a Pro Evolution Soccer 2010 játék egyik arca, szerepet vállalt a digitális mozgásrögzítésben és a játék előzetesében is. Azonban 2011 novemberében a FIFA játéknak (a Pro Evolution Soccer riválisának) lett az új arca, és Messit választották a FIFA 13 és a FIFA 14 borítójára. 2014-től pedig az új next-gen konzolokra (PS4, Xbox One) is reklámozta a FIFA-t és annak új next-gen grafikáját. Messinek szponzori szerződése van az Adidasszal, és szerepel a német cég reklámjaiban.
Két unokatestvére is futballozik, Maxi Biancucchi a paraguayi Rubio Ñu csatára, míg másik unokatestvére, Emanuel Biancucchi a Newell’s Old Boys középpályása.
2010. március 11-én Messi az UNICEF jószolgálati nagykövete lett.

## Statisztika

### Klubcsapatokban
Legutóbb frissítve: 2023. október 21-én lett.

| Klub                | Szezon             | Liga               | Liga            | Liga  | Kupa            | Kupa  | Nemzetközi Kupa | Nemzetközi Kupa | Egyéb           | Egyéb | Összesen        | Összesen |
| Klub                | Szezon             | Bajnokság          | Pályára lépések | Gólok | Pályára lépések | Gólok | Pályára lépések | Gólok           | Pályára lépések | Gólok | Pályára lépések | Gólok    |
| ------------------- | ------------------ | ------------------ | --------------- | ----- | --------------- | ----- | --------------- | --------------- | --------------- | ----- | --------------- | -------- |
| Barcelona C         | 2003–2004          | Tercera División   | 10              | 5     | —               | —     | —               | —               | —               | —     | 10              | 5        |
| Barcelona C         | Összesen           | Összesen           | 10              | 5     | —               | —     | —               | —               | —               | —     | 10              | 5        |
| Barcelona B         | 2003–2004          | Segunda División B | 5               | 0     | —               | —     | —               | —               | —               | —     | 5               | 0        |
| Barcelona B         | 2004–2005          | Segunda División B | 17              | 6     | —               | —     | —               | —               | —               | —     | 17              | 6        |
| Barcelona B         | Összesen           | Összesen           | 22              | 6     | —               | —     | —               | —               | —               | —     | 22              | 6        |
| Barcelona           | 2004–2005          | La Liga            | 7               | 1     | 1               | 0     | 1               | 0               | —               | —     | 9               | 1        |
| Barcelona           | 2005–2006          | La Liga            | 17              | 6     | 2               | 1     | 6               | 1               | 0               | 0     | 25              | 8        |
| Barcelona           | 2006–2007          | La Liga            | 26              | 14    | 2               | 2     | 5               | 1               | 3               | 0     | 36              | 17       |
| Barcelona           | 2007–2008          | La Liga            | 28              | 10    | 3               | 0     | 9               | 6               | —               | —     | 40              | 16       |
| Barcelona           | 2008–2009          | La Liga            | 31              | 23    | 8               | 6     | 12              | 9               | —               | —     | 51              | 38       |
| Barcelona           | 2009–2010          | La Liga            | 35              | 34    | 3               | 1     | 11              | 8               | 4               | 4     | 53              | 47       |
| Barcelona           | 2010–2011          | La Liga            | 33              | 31    | 7               | 7     | 13              | 12              | 2               | 3     | 55              | 53       |
| Barcelona           | 2011–2012          | La Liga            | 37              | 50    | 7               | 3     | 11              | 14              | 5               | 6     | 60              | 73       |
| Barcelona           | 2012–2013          | La Liga            | 32              | 46    | 5               | 4     | 11              | 8               | 2               | 2     | 50              | 60       |
| Barcelona           | 2013–2014          | La Liga            | 31              | 28    | 6               | 5     | 7               | 8               | 2               | 0     | 46              | 41       |
| Barcelona           | 2014–2015          | La Liga            | 38              | 43    | 6               | 5     | 13              | 10              | —               | —     | 57              | 58       |
| Barcelona           | 2015–2016          | La Liga            | 33              | 26    | 5               | 5     | 7               | 6               | 4               | 4     | 49              | 41       |
| Barcelona           | 2016–2017          | La Liga            | 34              | 37    | 7               | 5     | 9               | 11              | 2               | 1     | 52              | 54       |
| Barcelona           | 2017–2018          | La Liga            | 36              | 34    | 6               | 4     | 10              | 6               | 2               | 1     | 54              | 45       |
| Barcelona           | 2018–2019          | La Liga            | 34              | 36    | 5               | 3     | 10              | 12              | 1               | 0     | 50              | 51       |
| Barcelona           | 2019–2020          | La Liga            | 33              | 25    | 2               | 2     | 8               | 3               | 1               | 1     | 44              | 31       |
| Barcelona           | 2020–2021          | La Liga            | 35              | 30    | 5               | 3     | 6               | 5               | 1               | 0     | 47              | 38       |
| Barcelona           | Barcelona összesen | Barcelona összesen | 520             | 474   | 80              | 56    | 149             | 120             | 29              | 22    | 778             | 672      |
| Paris Saint-Germain | 2021–22            | Ligue 1            | 26              | 6     | 1               | 0     | 7               | 5               | —               | —     | 34              | 11       |
| Paris Saint-Germain | 2022–23            | Ligue 1            | 32              | 16    | 1               | 0     | 7               | 4               | 1               | 1     | 41              | 21       |
| Paris Saint-Germain | PSG összesen       | PSG összesen       | 58              | 22    | 2               | 0     | 14              | 9               | 1               | 1     | 75              | 32       |
| Inter Miami         | 2023               | MLS                | 6               | 1     | 1               | 0     | 7               | 10              | —               | —     | 14              | 11       |
| Inter Miami         | 2024               | MLS                | 12              | 12    | 0               | 0     | 3               | 2               | —               | —     | 15              | 14       |
| Teljes karrier      | Teljes karrier     | Teljes karrier     | 627             | 520   | 83              | 56    | 173             | 141             | 37              | 33    | 920             | 750      |

### A válogatottban
2024. július 15. szerint.

| Válogatott       | Év               | Hivatalos       | Hivatalos | Barátságos      | Barátságos | Összesen        | Összesen |
| Válogatott       | Év               | Pályára lépések | Gólok     | Pályára lépések | Gólok      | Pályára lépések | Gólok    |
| ---------------- | ---------------- | --------------- | --------- | --------------- | ---------- | --------------- | -------- |
| Argentína U20    | 2004             | —               | —         | 2               | 3          | 2               | 3        |
| Argentína U20    | 2005             | 16              | 11        | —               | —          | 16              | 11       |
| Argentína U20    | Összesen         | 16              | 11        | 2               | 3          | 18              | 14       |
| Argentína U23    | 2008             | 5               | 2         | —               | —          | 5               | 2        |
| Argentína U23    | Összesen         | 5               | 2         | —               | —          | 5               | 2        |
| Argentína        | 2005             | 3               | 0         | 2               | 0          | 5               | 0        |
| Argentína        | 2006             | 3               | 1         | 4               | 1          | 7               | 2        |
| Argentína        | 2007             | 10              | 4         | 4               | 2          | 14              | 6        |
| Argentína        | 2008             | 6               | 1         | 2               | 1          | 8               | 2        |
| Argentína        | 2009             | 8               | 1         | 2               | 2          | 10              | 3        |
| Argentína        | 2010             | 5               | 0         | 5               | 2          | 10              | 2        |
| Argentína        | 2011             | 8               | 2         | 5               | 2          | 13              | 4        |
| Argentína        | 2012             | 5               | 5         | 4               | 7          | 9               | 12       |
| Argentína        | 2013             | 5               | 3         | 2               | 3          | 7               | 6        |
| Argentína        | 2014             | 7               | 4         | 7               | 4          | 14              | 8        |
| Argentína        | 2015             | 6               | 1         | 2               | 3          | 8               | 4        |
| Argentína        | 2016             | 10              | 8         | 1               | 0          | 11              | 8        |
| Argentína        | 2017             | 5               | 4         | 2               | 0          | 7               | 4        |
| Argentína        | 2018             | 4               | 1         | 1               | 3          | 5               | 4        |
| Argentína        | 2019             | 6               | 1         | 4               | 4          | 10              | 5        |
| Argentína        | 2020             | 4               | 1         | 0               | 0          | 4               | 1        |
| Argentína        | 2021             | 16              | 9         | 0               | 0          | 16              | 9        |
| Argentína        | 2022             | 10              | 8         | 4               | 10         | 14              | 18       |
| Argentína        | 2023             | 5               | 3         | 3               | 5          | 8               | 8        |
| Argentína        | 2024             | 5               | 1         | 2               | 2          | 7               | 3        |
| Összesen         | Összesen         | 131             | 58        | 56              | 51         | 187             | 109      |
| Karrier összesen | Karrier összesen | 152             | 71        | 58              | 54         | 210             | 125      |

### Góljai a válogatottban
| Messi góljai az Argentin válogatottban | Messi góljai az Argentin válogatottban | Messi góljai az Argentin válogatottban | Messi góljai az Argentin válogatottban                               | Messi góljai az Argentin válogatottban | Messi góljai az Argentin válogatottban | Messi góljai az Argentin válogatottban | Messi góljai az Argentin válogatottban |
| #                                      | Válogatottság                          | Dátum                                  | Helyszín                                                             | Ellenfél                               | Góljai                                 | Végeredmény                            | Kiírás                                 |
| -------------------------------------- | -------------------------------------- | -------------------------------------- | -------------------------------------------------------------------- | -------------------------------------- | -------------------------------------- | -------------------------------------- | -------------------------------------- |
| 1                                      | 6                                      | 2006. március 1.                       | St. Jakob-Park, Bázel, Svájc                                         | Horvátország                           | 2–1                                    | 2–3                                    | Barátságos mérkőzés                    |
| 2                                      | 8                                      | 2006. június 16.                       | Veltins-Arena, Gelsenkirchen, Németország                            | Szerbia és Montenegró                  | 6–0                                    | 6–0                                    | 2006-os vb                             |
| 3                                      | 14                                     | 2007. június 5.                        | Camp Nou, Barcelona, Spanyolország                                   | Algéria                                | 2–2                                    | 4–3                                    | Barátságos mérkőzés                    |
| 4                                      | 14                                     | 2007. június 5.                        | Camp Nou, Barcelona, Spanyolország                                   | Algéria                                | 4–2                                    | 4–3                                    | Barátságos mérkőzés                    |
| 5                                      | 18                                     | 2007. július 8.                        | Estadio de Lara, Barquisimeto, Venezuela                             | Peru                                   | 2–0                                    | 4–0                                    | 2007-es Copa América                   |
| 6                                      | 19                                     | 2007. július 11.                       | Cachamay, Ciudad Guayana, Venezuela                                  | Mexikó                                 | 2–0                                    | 3–0                                    | 2007-es Copa América                   |
| 7                                      | 24                                     | 2007. október 16.                      | José Pachencho Romero, Maracaibo, Venezuela                          | Venezuela                              | 0–2                                    | 0–2                                    | 2010-es vb-selejtező                   |
| 8                                      | 26                                     | 2007. november 20.                     | El Campín, Bogotá, Kolumbia                                          | Kolumbia                               | 0–1                                    | 1–2                                    | 2010-es vb-selejtező                   |
| 9                                      | 27                                     | 2008. június 4.                        | San Diego, Egyesült Államok                                          | Mexikó                                 | 0–2                                    | 1–4                                    | Barátságos mérkőzés                    |
| 10                                     | 33                                     | 2008. október 11.                      | Estadio Monumental Antonio Vespucio Liberti, Buenos Aires, Argentína | Uruguay                                | 1–0                                    | 2–1                                    | 2010-es vb-selejtező                   |
| 11                                     | 35                                     | 2009. február 11.                      | Stade Vélodrome, Marseille, Franciaország                            | Franciaország                          | 0–2                                    | 0–2                                    | Barátságos mérkőzés                    |
| 12                                     | 36                                     | 2009. március 28.                      | Estadio Monumental Antonio Vespucio Liberti, Buenos Aires, Argentína | Venezuela                              | 1–0                                    | 4–0                                    | 2010-es vb-selejtező                   |
| 13                                     | 44                                     | 2009. november 14.                     | Vicente Calderón, Madrid, Spanyolország                              | Spanyolország                          | 1–1                                    | 2–1                                    | Barátságos mérkőzés                    |
| 14                                     | 52                                     | 2010. szeptember 7.                    | Estadio Monumental Antonio Vespucio Liberti, Buenos Aires, Argentína | Spanyolország                          | 1–0                                    | 4–1                                    | Barátságos mérkőzés                    |
| 15                                     | 54                                     | 2010. november 17.                     | Khalifa International Stadium, Doha, Katar                           | Brazília                               | 1–0                                    | 1–0                                    | Barátságos mérkőzés                    |
| 16                                     | 55                                     | 2011. február 9.                       | Stade de Genève, Genf kanton, Genf kanton                            | Portugália                             | 2–1                                    | 2–1                                    | Barátságos mérkőzés                    |
| 17                                     | 57                                     | 2011. június 20.                       | Estadio Monumental Antonio Vespucio Liberti, Buenos Aires, Argentína | Albánia                                | 2–0                                    | 4–0                                    | Barátságos mérkőzés                    |
| 18                                     | 64                                     | 2011. október 7.                       | Estadio Monumental Antonio Vespucio Liberti, Buenos Aires, Argentína | Chile                                  | 2–0                                    | 4–1                                    | 2014-es vb-selejtező                   |
| 19                                     | 67                                     | 2011. november 15.                     | Estadio Metropolitano Roberto Meléndez, Barranquilla, Kolumbia       | Kolumbia                               | 1–1                                    | 1–2                                    | 2014-es vb-selejtező                   |
| 20                                     | 68                                     | 2012. február 29.                      | Stade de Suisse, Bern, Svájc                                         | Svájc                                  | 0–1                                    | 1–3                                    | Barátságos mérkőzés                    |
| 21                                     | 68                                     | 2012. február 29.                      | Stade de Suisse, Bern, Svájc                                         | Svájc                                  | 1–2                                    | 1–3                                    | Barátságos mérkőzés                    |
| 22                                     | 68                                     | 2012. február 29.                      | Stade de Suisse, Bern, Svájc                                         | Svájc                                  | 1–3                                    | 1–3                                    | Barátságos mérkőzés                    |
| 23                                     | 69                                     | 2012. június 2.                        | Estadio Monumental Antonio Vespucio Liberti, Buenos Aires, Argentína | Ecuador                                | 3–0                                    | 4–0                                    | 2014-es vb-selejtező                   |
| 24                                     | 70                                     | 2012. június 9.                        | MetLife Stadium, New York, Egyesült Államok                          | Brazília                               | 1–1                                    | 4–3                                    | Barátságos mérkőzés                    |
| 25                                     | 70                                     | 2012. június 9.                        | MetLife Stadium, New York, Egyesült Államok                          | Brazília                               | 2–1                                    | 4–3                                    | Barátságos mérkőzés                    |
| 26                                     | 70                                     | 2012. június 9.                        | MetLife Stadium, New York, Egyesült Államok                          | Brazília                               | 4–3                                    | 4–3                                    | Barátságos mérkőzés                    |
| 27                                     | 71                                     | 2012. augusztus 15.                    | Commerzbank-Arena, Frankfurt, Németország                            | Németország                            | 0–2                                    | 1–3                                    | Barátságos mérkőzés                    |
| 28                                     | 72                                     | 2012. szeptember 7.                    | Mario Alberto Kempes Stadion, Córdoba, Argentína                     | Paraguay                               | 3–1                                    | 3–1                                    | 2014-es vb-selejtező                   |
| 29                                     | 74                                     | 2012. október 12.                      | Estadio Malvinas Argentinas, Mendoza, Argentína                      | Uruguay                                | 1–0                                    | 3–0                                    | 2014-es vb-selejtező                   |
| 30                                     | 74                                     | 2012. október 12.                      | Estadio Malvinas Argentinas, Mendoza, Argentína                      | Uruguay                                | 3–0                                    | 3–0                                    | 2014-es vb-selejtező                   |
| 31                                     | 75                                     | 2012. október 16.                      | Estadio Monumental David Arellano, Santiago, Chile                   | Chile                                  | 0–1                                    | 1–2                                    | 2014-es vb-selejtező                   |
| 32                                     | 78                                     | 2013. március 23.                      | Estadio San Juan del Bicentenario, Buenos Aires, Argentína           | Kolumbia                               | 2–0                                    | 3–0                                    | 2014-es vb-selejtező                   |
| 33                                     | 82                                     | 2013. június 15.                       | Estadio Doroteo Guamuch Flores, Guatemalaváros, Guatemala            | Guatemala                              | 1–0                                    | 4–0                                    | Barátságos mérkőzés                    |
| 34                                     | 82                                     | 2013. június 15.                       | Estadio Doroteo Guamuch Flores, Guatemalaváros, Guatemala            | Guatemala                              | 3–0                                    | 4–0                                    | Barátságos mérkőzés                    |
| 35                                     | 82                                     | 2013. június 15.                       | Estadio Doroteo Guamuch Flores, Guatemalaváros, Guatemala            | Guatemala                              | 4–0                                    | 4–0                                    | Barátságos mérkőzés                    |
| 36                                     | 83                                     | 2013. szeptember 10.                   | Estadio Defensores del Chaco, Asunción, Paraguay                     | Paraguay                               | 0–1                                    | 2–5                                    | 2014-es vb-selejtező                   |
| 37                                     | 83                                     | 2013. szeptember 10.                   | Estadio Defensores del Chaco, Asunción, Paraguay                     | Paraguay                               | 1–4                                    | 2–5                                    | 2014-es vb-selejtező                   |
| 38                                     | 86                                     | 2014. június 7.                        | Estadio Ciudad de La Plata, La Plata, Argentína                      | Szlovénia                              | 2–0                                    | 2–0                                    | Barátságos mérkőzés                    |
| 39                                     | 87                                     | 2014. június 15.                       | Maracanã Stadion , Rio de Janeiro, Brazília                          | Bosznia-Hercegovina                    | 2–0                                    | 2–1                                    | 2014-es vb                             |
| 40                                     | 88                                     | 2014. június 21.                       | Stade Mineirão , Belo Horizonte, Brazília                            | Irán                                   | 1–0                                    | 1–0                                    | 2014-es vb                             |
| 41                                     | 89                                     | 2014. június 25.                       | Estádio Beira-Rio, Porto Alegre, Brazília                            | Nigéria                                | 1–0                                    | 3–2                                    | 2014-es vb                             |
| 42                                     | 89                                     | 2014. június 25.                       | Estádio Beira-Rio, Porto Alegre, Brazília                            | Nigéria                                | 2–1                                    | 3–2                                    | 2014-es vb                             |
| 43                                     | 95                                     | 2014. október 14.                      | Hong Kong Stadium, Hongkong-sziget, Hongkong                         | Hongkong                               | 0–5                                    | 0–7                                    | Barátságos mérkőzés                    |
| 44                                     | 95                                     | 2014. október 14.                      | Hong Kong Stadium, Hongkong-sziget, Hongkong                         | Hongkong                               | 0–7                                    | 0–7                                    | Barátságos mérkőzés                    |
| 45                                     | 96                                     | 2014. november 12.                     | Boleyn Ground, London, Anglia                                        | Horvátország                           | 2–1                                    | 2–1                                    | Barátságos mérkőzés                    |
| 46                                     | 98                                     | 2015. június 13.                       | Estadio La Portada, La Serena, Chile                                 | Paraguay                               | 2–0                                    | 2–2                                    | 2015-ös Copa América                   |
| 47                                     | 104                                    | 2015. szeptember 5.                    | BBVA Compass Stadium, Houston, Egyesült Államok                      | Bolívia                                | 0–5                                    | 0–7                                    | Barátságos mérkőzés                    |
| 48                                     | 104                                    | 2015. szeptember 5.                    | BBVA Compass Stadium, Houston, Egyesült Államok                      | Bolívia                                | 0–6                                    | 0–7                                    | Barátságos mérkőzés                    |
| 49                                     | 105                                    | 2015. szeptember 9.                    | AT&T Stadion, Arlington, Egyesült Államok                            | Mexikó                                 | 1–2                                    | 2–2                                    | Barátságos mérkőzés                    |
| 50                                     | 107                                    | 2016. március 29.                      | Mario Alberto Kempes Stadion, Córdoba, Argentína                     | Bolívia                                | 2–0                                    | 2–0                                    | 2018-as vb-selejtező                   |
| 51                                     | 109                                    | 2016. június 11.                       | Soldier Field, Chicago, Egyesült Államok,                            | Panama                                 | 2–0                                    | 5–0                                    | 2016-os Copa América                   |
| 52                                     | 109                                    | 2016. június 11.                       | Soldier Field, Chicago, Egyesült Államok,                            | Panama                                 | 3–0                                    | 5–0                                    | 2016-os Copa América                   |
| 53                                     | 109                                    | 2016. június 11.                       | Soldier Field, Chicago, Egyesült Államok,                            | Panama                                 | 4–0                                    | 5–0                                    | 2016-os Copa América                   |
| 54                                     | 111                                    | 2016. június 19.                       | Gillette Stadion, Foxborough, Egyesült Államok                       | Venezuela                              | 3–0                                    | 4–1                                    | 2016-os Copa América                   |
| 55                                     | 112                                    | 2016. június 21.                       | NRG Stadium, Houston, Egyesült Államok                               | Egyesült Államok                       | 0–2                                    | 0–4                                    | 2016-os Copa América                   |
| 56                                     | 114                                    | 2016. szeptember 1.                    | Estadio Malvinas Argentinas, Mendoza, Argentína                      | Uruguay                                | 1–0                                    | 1–0                                    | 2018-as vb-selejtező                   |
| 57                                     | 116                                    | 2016. november 15.                     | Stade du bicentenaire, San Juan, Argentína                           | Kolumbia                               | 1–0                                    | 3–0                                    | 2018-as vb-selejtező                   |
| 58                                     | 117                                    | 2017. március 24.                      | Estadio Monumental Antonio Vespucio Liberti, Buenos Aires, Argentíns | Chile                                  | 1–0                                    | 1–0                                    | 2018-as vb-selejtező                   |
| 59                                     | 122                                    | 2017. október 10.                      | Estadio Olímpico Atahualpa, Quito, Ecuador                           | Ecuador                                | 1–1                                    | 1–3                                    | 2018-as vb-selejtező                   |
| 60                                     | 122                                    | 2017. október 10.                      | Estadio Olímpico Atahualpa, Quito, Ecuador                           | Ecuador                                | 1–2                                    | 1–3                                    | 2018-as vb-selejtező                   |
| 61                                     | 122                                    | 2017. október 10.                      | Estadio Olímpico Atahualpa, Quito, Ecuador                           | Ecuador                                | 1–3                                    | 1–3                                    | 2018-as vb-selejtező                   |
| 62                                     | 124                                    | 2018. május 29.                        | La Bombonera, Buenos Aires, Argentína                                | Haiti                                  | 1–0                                    | 4–0                                    | Barátságos mérkőzés                    |
| 63                                     | 124                                    | 2018. május 29.                        | La Bombonera, Buenos Aires, Argentína                                | Haiti                                  | 2–0                                    | 4–0                                    | Barátságos mérkőzés                    |
| 64                                     | 124                                    | 2018. május 29.                        | La Bombonera, Buenos Aires, Argentína                                | Haiti                                  | 3–0                                    | 4–0                                    | Barátságos mérkőzés                    |
| 65                                     | 127                                    | 2018. június 26.                       | Kresztovszkij Stadion, Szentpétervár, Oroszország                    | Nigéria                                | 1–0                                    | 2–1                                    | 2018-as világbajnokság                 |
| 66                                     | 130                                    | 2019. június 7.                        | Estadio San Juan del Bicentenario, San Juan, Argentína               | Nicaragua                              | 1–0                                    | 5–1                                    | Barátságos mérkőzés                    |
| 67                                     | 130                                    | 2019. június 7.                        | Estadio San Juan del Bicentenario, San Juan, Argentína               | Nicaragua                              | 2–0                                    | 5–1                                    | Barátságos mérkőzés                    |
| 68                                     | 132                                    | 2019. június 19.                       | Estádio Mineirão, Belo Horizonte, Brazília                           | Paraguay                               | 1–1                                    | 1–1                                    | 2019-es Copa América                   |
| 69                                     | 137                                    | 2019. november 15.                     | King Saud University Stadium, Rijád, Szaúd-Arábia                    | Brazília                               | 0–1                                    | 0–1                                    | 2019-es Superclásico de las Américas   |
| 70                                     | 138                                    | 2019. november 18.                     | Bloomfield Stadium, Tel-Aviv, Izrael                                 | Uruguay                                | 2–2                                    | 2–2                                    | Barátságos mérkőzés                    |
| 71                                     | 139                                    | 2020. október 8.                       | La Bombonera, Buenos Aires, Argentína                                | Ecuador                                | 1–0                                    | 1–0                                    | 2022-es vb-selejtező                   |
| 72                                     | 143                                    | 2021. június 3.                        | Estadio Único Madre de Ciudades, Santiago del Estero, Argentína      | Chile                                  | 1–0                                    | 1–0                                    | 2022-es vb-selejtező                   |
| 73                                     | 145                                    | 2021. június 14.                       | Estádio Olímpico Nilton Santos, Rio de Janeiro, Brazília             | Chile                                  | 1–0                                    | 1–0                                    | 2021-es Copa América                   |
| 74                                     | 148                                    | 2021. június 28.                       | Arena Pantanal, Cuiabá, Brazília                                     | Bolívia                                | 2–0                                    | 4–1                                    | 2021-es Copa América                   |
| 75                                     | 148                                    | 2021. június 28.                       | Arena Pantanal, Cuiabá, Brazília                                     | Bolívia                                | 3–0                                    | 4–1                                    | 2021-es Copa América                   |
| 76                                     | 149                                    | 2021. július 3.                        | Estádio Olímpico Pedro Ludovico, Goiânia, Brazília                   | Ecuador                                | 3–0                                    | 3–0                                    | 2021-es Copa América                   |
| 77                                     | 153                                    | 2021. szeptember 9.                    | Estadio Antonio V. Liberti, Buenos Aires, Argentína                  | Bolívia                                | 1–0                                    | 3–0                                    | 2022-es világbajnokság-selejtező       |
| 78                                     | 153                                    | 2021. szeptember 9.                    | Estadio Antonio V. Liberti, Buenos Aires, Argentína                  | Bolívia                                | 2–0                                    | 3–0                                    | 2022-es világbajnokság-selejtező       |
| 79                                     | 153                                    | 2021. szeptember 9.                    | Estadio Antonio V. Liberti, Buenos Aires, Argentína                  | Bolívia                                | 3–0                                    | 3–0                                    | 2022-es világbajnokság-selejtező       |
| 80                                     | 155                                    | 2021. október 10.                      | Estadio Antonio V. Liberti, Buenos Aires, Argentína                  | Uruguay                                | 1–0                                    | 3–0                                    | 2022-es világbajnokság-selejtező       |
| 81                                     | 159                                    | 2022. március 25.                      | La Bombonera, Buenos Aires, Argentína                                | Venezuela                              | 3–0                                    | 3–0                                    | 2022-es világbajnokság-selejtező       |
| 82                                     | 162                                    | 2022. június 5.                        | El Sadar, Pamplona, Navarre, Spanyolország                           | Észtország                             | 1–0                                    | 5–0                                    | Barátságos mérkőzés                    |
| 83                                     | 162                                    | 2022. június 5.                        | El Sadar, Pamplona, Navarre, Spanyolország                           | Észtország                             | 2–0                                    | 5–0                                    | Barátságos mérkőzés                    |
| 84                                     | 162                                    | 2022. június 5.                        | El Sadar, Pamplona, Navarre, Spanyolország                           | Észtország                             | 3–0                                    | 5–0                                    | Barátságos mérkőzés                    |
| 85                                     | 162                                    | 2022. június 5.                        | El Sadar, Pamplona, Navarre, Spanyolország                           | Észtország                             | 4–0                                    | 5–0                                    | Barátságos mérkőzés                    |
| 86                                     | 162                                    | 2022. június 5.                        | El Sadar, Pamplona, Navarre, Spanyolország                           | Észtország                             | 5–0                                    | 5–0                                    | Barátságos mérkőzés                    |
| 87                                     | 163                                    | 2022. szeptember 23.                   | Hard Rock Stadion, Miami Gardens, Amerikai Egyesült Államok          | Honduras                               | 2–0                                    | 3–0                                    | Barátságos mérkőzés                    |
| 88                                     | 163                                    | 2022. szeptember 23.                   | Hard Rock Stadion, Miami Gardens, Amerikai Egyesült Államok          | Honduras                               | 3–0                                    | 3–0                                    | Barátságos mérkőzés                    |
| 89                                     | 164                                    | 2022. szeptember 27.                   | Red Bull Arena, Harrison, Amerikai Egyesült Államok                  | Jamaica                                | 2–0                                    | 3–0                                    | Barátságos mérkőzés                    |
| 90                                     | 164                                    | 2022. szeptember 27.                   | Red Bull Arena, Harrison, Amerikai Egyesült Államok                  | Jamaica                                | 3–0                                    | 3–0                                    | Barátságos mérkőzés                    |
| 91                                     | 165                                    | 2022. november 16.                     | Mohammed bin Zayed Stadium, Abu-Dzabi, Egyesült Arab Emírségek       | Egyesült Arab Emírségek                | 4–0                                    | 5–0                                    | Barátságos mérkőzés                    |
| 92                                     | 166                                    | 2022. november 22.                     | Loszaíli Nemzeti Stadion, Loszaíl, Katar                             | Szaúd-Arábia                           | 1–0                                    | 1–2                                    | 2022-es világbajnokság                 |
| 93                                     | 167                                    | 2022. november 26.                     | Loszaíli Nemzeti Stadion, Loszaíl, Katar                             | Mexikó                                 | 1–0                                    | 2–0                                    | 2022-es világbajnokság                 |
| 94                                     | 169                                    | 2022. december 3.                      | Ahmad bin Ali Stadion, al-Rajján, Katar                              | Ausztrália                             | 1–0                                    | 2–1                                    | 2022-es világbajnokság                 |
| 95                                     | 170                                    | 2022. december 9.                      | Loszaíli Nemzeti Stadion, Loszaíl, Katar                             | Hollandia                              | 2–0                                    | 2–2 (h.u.) (tiz. 4–3)                  | 2022-es világbajnokság                 |
| 96                                     | 171                                    | 2022. december 13.                     | Loszaíli Nemzeti Stadion, Loszaíl, Katar                             | Horvátország                           | 1–0                                    | 3–0                                    | 2022-es világbajnokság                 |
| 97                                     | 172                                    | 2022. december 18.                     | Loszaíli Nemzeti Stadion, Loszaíl, Katar                             | Franciaország                          | 2–0                                    | 3–3 (h.u.) (tiz. 4–2)                  | 2022-es világbajnokság                 |
| 98                                     | 172                                    | 2022. december 18.                     | Loszaíli Nemzeti Stadion, Loszaíl, Katar                             | Franciaország                          | 3–2                                    | 3–3 (h.u.) (tiz. 4–2)                  | 2022-es világbajnokság                 |
| 99                                     | 173                                    | 2023. március 23.                      | Estadio Antonio V. Liberti, Buenos Aires, Argentína                  | Panama                                 | 2–0                                    | 2–0                                    | barátságos mérkőzés                    |
| 100                                    | 174                                    | 2023. március 28.                      | Estadio Único Madre de Ciudades, Santiago del Estero, Argentína      | Curaçao                                | 1–0                                    | 7–0                                    | barátságos mérkőzés                    |
| 101                                    | 174                                    | 2023. március 28.                      | Estadio Único Madre de Ciudades, Santiago del Estero, Argentína      | Curaçao                                | 3–0                                    | 7–0                                    | barátságos mérkőzés                    |
| 102                                    | 174                                    | 2023. március 28.                      | Estadio Único Madre de Ciudades, Santiago del Estero, Argentína      | Curaçao                                | 5–0                                    | 7–0                                    | barátságos mérkőzés                    |
| 103                                    | 175                                    | 2023. június 15.                       | Munkás Stadion, Peking, Kína                                         | Ausztrália                             | 1–0                                    | 2–0                                    | barátságos mérkőzés                    |
| 104                                    | 176                                    | 2023. szeptember 7.                    | Estadio Más Monumental, Buenos Aires, Argentína                      | Ecuador                                | 1–0                                    | 1–0                                    | 2026-os világbajnokság-selejtező       |
| 105                                    | 178                                    | 2023. október 17.                      | Estadio Nacional de Lima, Lima, Peru                                 | Peru                                   | 1–0                                    | 2–0                                    | 2026-os világbajnokság-selejtező       |
| 106                                    | 178                                    | 2023. október 17.                      | Estadio Nacional de Lima, Lima, Peru                                 | Peru                                   | 2–0                                    | 2–0                                    | 2026-os világbajnokság-selejtező       |
| 107                                    | 182                                    | 2024. június 14.                       | Commanders Field, Landover, Amerikai Egyesült Államok                | Guatemala                              | 1–1                                    | 4–1                                    | Barátságos mérkőzés                    |
| 108                                    | 182                                    | 2024. június 14.                       | Commanders Field, Landover, Amerikai Egyesült Államok                | Guatemala                              | 4–1                                    | 4–1                                    | Barátságos mérkőzés                    |
| 109                                    | 186                                    | 2024. július 9.                        | MetLife Stadium, East Rutherford, Amerikai Egyesült Államok          | Kanada                                 | 2–0                                    | 2–0                                    | 2024-es Copa América                   |

## Sikerei, díjai

### Klub

#### Barcelona
- Spanyol bajnokság (10): 2004–2005, 2005–2006, 2008–2009, 2009–2010, 2010–2011, 2012–2013, 2014–2015, 2015–2016, 2017–2018, 2018–2019[535]
- Spanyol kupa (7): 2008–2009, 2011–2012, 2014–2015, 2015–2016, 2016–2017, 2017–2018, 2020–2021[536]
- Spanyol szuperkupa (7): 2005, 2006, 2009, 2010, 2011, 2013, 2016, 2018
- UEFA-bajnokok ligája (4): 2005–2006, 2008–2009, 2010–2011, 2014–2015
- UEFA-szuperkupa (3): 2009, 2011, 2015
- FIFA-klubvilágbajnokság (3): 2009, 2011, 2015
- Audi kupa (1): 2011
- Katalán kupa (2): 2012–13, 2013–14

#### Inter Miami
- Leagues Cup
  - Győztes (1): 2023

### Nemzetközi

#### Argentína
Győztes (aranyérmes):
- U20-as világbajnokság: (2005)
- Olimpiai játékok: (2008)
- Copa América: (2021, 2024)
- Labdarúgó-világbajnokság (2022)

Második (ezüstérmes):
- Labdarúgó-világbajnokság (2014)
- Copa América: (2007, 2015, 2016)

Harmadik (bronzérmes):
- Dél-amerikai ifjúsági bajnokság: 2005

### Egyéni elismerések
- U20-as világbajnokság legjobb játékosa: (2005)
- U20-as világbajnokság gólkirálya: (2005)
- Golden Boy-díj: (2005)
- Az év argentin játékosa: (2005, 2007)
- Joan Gamper Kupa legjobb játékosa: (2005, 2013, 2014)
- Legjobb dél-amerikai játékos a spanyol bajnokságban: (2007, 2008)
- Az év fiatal játékosa a profi labdarúgók szakszervezetének (FIFPro) szavazásán: (2006, 2007, 2008)
- Az év csapatának tagja (FIFPro World XI): (2007, 2008, 2011, 2012, 2013, 2014, 2015)
- Bravo-díj: (2007)
- Copa América legjobb fiatal játékosa: (2007)
- UEFA év csapatának tagja: (2008, 2009, 2010, 2011, 2012, 2014, 2015, 2016, 2017, 2018)[537][538][539]
- France Football Aranylabda: (2009) A díj 2009 után megszűnt.
- FIFA év játékosa: (2009) A díj 2009 után megszűnt.
- Az év férfi labdarúgója: (2009, 2011, 2015)
- FIFA Aranylabda: (2010, 2011, 2012, 2015)
- Aranylabda: (2009, 2019, 2021, 2023)
- World Soccer Magazine Az év fiatal játékosa: (2006, 2007, 2008)
- World Soccer Magazine Az év játékosa: (2009)
- World Soccer Magazine Az évtized játékosa 2. hely: (2009)
- Onze d’Or győztes: 2009, 2011, 2012, 2018
- A FIFA Klubvilágbajnokság aranylabdása: (2009, 2011)[540]
- A FIFA Klubvilágbajnokság legjobb játékosa: (2009, 2011)[540]
- Európai aranycipő: (2009–2010, 2011–2012, 2012–2013, 2016–2017, 2017–2018, 2018–2019)[246]
- Bajnokok ligája gólkirálya: (2008–2009, 2009–2010, 2010–2011, 2011–2012, 2014–2015, 2018-2019 )[541][542][543][544][545]
- Spanyol bajnokság gólkirálya: (2009–2010, 2011–2012, 2012–2013, 2016–2017, 2017–2018, 2018-2019)
- Spanyol bajnokság történelmének legeredményesebb játékosa: (2014– )[546][547]
- Spanyol bajnokság legjobb játékosa: (2008–09, 2009–10, 2010–11, 2011–12, 2012–13, 2014–15, 2017–18, 2018–19)[548][549][550][551]
- Spanyol bajnokság legjobb csatára: 2008–09, 2009–10, 2010–11, 2011–12, 2012–13, 2014–15, 2015–16[548][549][550][552]
- Spanyol bajnokság év csapatának tagja: (2014–15, 2015–16)[553]
- Spanyol Királykupa gólkirálya: (2008–09, 2010–11, 2013–14, 2015–16, 2016–17)[554][555][556][557][558]
- Spanyol Szuperkupa gólkirálya: (2009, 2010, 2011, 2012)
- Meccs embere: (2010, 2014-ben 4-szer)
- A FIFA Klubvilágbajnokság aranycipőse: (2011)
- Copa América meccs embere: (2011-ben 2-szer, 2015-ben 3-szor)
- Világbajnoki aranylabda: (2014)
- All-Star csapattag: (2014)
- Copa América aranylabdása: (2015)[559][560][561][562]
- Copa América álomcsapatának tagja: (2007, 2011, 2015, 2016)[563][564]
- Az év férfi labdarúgója a FIFA szavazásán: 2019[565]
- MLS All-Stars: 2024

## Fordítás
- Ez a szócikk részben vagy egészben  a   Lionel Messi című angol Wikipédia-szócikk ezen változatának fordításán alapul.  Az eredeti cikk szerkesztőit annak laptörténete sorolja fel. Ez a jelzés csupán a megfogalmazás eredetét és a szerzői jogokat jelzi, nem szolgál a cikkben szereplő információk forrásmegjelöléseként.